# The Ancient Magus Bride
The Ancient Magus Bride (魔法使いの嫁?, Mahōtsukai no yome, lett. "La sposa dello stregone") è un manga shōnen scritto e disegnato da Kore Yamazaki. La pubblicazione è iniziata il 30 novembre 2013 sulla rivista Monthly Comic Blade, su cui è proseguita fino al settembre 2014 per poi passare su Comic Garden, dove è rimasta fino al 10 marzo 2023. A partire dal 21 dicembre 2023 la serie è stata trasferita sul sito Comic Growl di Bushiroad Works, dove è tuttora in corso di pubblicazione. In Italia il manga è pubblicato da Star Comics a partire dal febbraio 2016.
Un prequel anime di 3 episodi, sotto forma di OAV, è stato prodotto da Wit Studio, mentre una serie televisiva anime basata sul manga è stata trasmessa tra il 7 ottobre 2017 e il 24 marzo 2018. A marzo 2021 è stata annunciata una nuova serie di OAD, in pubblicazione a partire dal settembre dello stesso anno.

## Trama
Orfana di madre e con il padre scomparso da anni, Chise Hatori ha passato l'infanzia affidata a parenti vari senza ricevere amore familiare e perdendo la speranza, finché a quindici anni viene venduta in una strana asta di creature. A comprarla per una cifra esorbitante è Elias Ainsworth, un potente mago dalla testa a forma di cranio canino, che vuole fare di lei la sua apprendista per via dei suoi poteri magici. È così che inizia – con difficoltà per Chise – la sua nuova vita in Inghilterra, in un mondo di fate, draghi ed esseri magici, dove però le sorprese non finiscono qui: Elias annuncia infatti a Chise che diventerà la sua sposa.

## Personaggi
Chise Hatori (羽鳥チセ?, Hatori Chise)
Doppiata da: Atsumi Tanezaki (ed. giapponese), Giorgia Venditti (ed. italiana)
È l'apprendista e sposa di Elias Ainsworth. Suo padre e suo fratello abbandonarono la sua famiglia quando era bambina e sua madre si suicidò di fronte a lei. Sentendosi indesiderata dai suoi parenti e rassegnata al suo destino, si vende in schiavitù per non doversi preoccupare più di nulla. Acquistata da Elias, scopre di essere una sleigh beggy ("figlia della notte", o sleih beggey nella lingua mannese), una maga particolare che può attingere l'energia magica sia da dentro di sé sia da ciò che la circonda, a costo di morire in giovane età a causa dell'estrema sollecitazione sul suo corpo; Elias la accoglie sperando di impedirne la morte, prevista entro tre anni. Si scopre una maga talentuosa e determinata, particolarmente brava nelle magie di purificazione e nelle benedizioni. Nel corso della storia, Elias e Angelica le fabbricano diversi oggetti, come un anello e un peluche, per tenere a freno l'accumulo eccessivo di magia.
Elias Ainsworth (エリアス・エインズワース?, Eriasu Einzuwāsu)
Doppiato da: Ryota Takeuchi (ed. giapponese), Diego Baldoin (ed. italiana)
Il maestro e fidanzato di Chise. Altresì noto come Pilum Murialis, Thorn o Mago dei Rovi, è l'ex-apprendista del mago Lindenbaum; il nome Elias gli è stato donato da Rahab. Le sue origini sono un mistero, e il suo aspetto è caratterizzato sia da elementi umani sia di folletto, con la testa a forma di cranio canino. Decide di comprare Chise in quanto vuole evitare la morte prematura della ragazza, ma anche perché crede che averla accanto possa aiutarlo a comprendere la natura e i sentimenti umani, cosa che nella sua lunga vita non è ancora riuscito a fare. Date le sue origini, è disprezzato dalle altre creature fatate, anche se è visto come un figlio da Titania. Normalmente mantiene una forma umana, talvolta anche mascherando la sua testa ossuta dandole un aspetto di uomo con i capelli biondi; in certi casi però assume una forma animale a quattro zampe, oppure si nasconde nell'ombra degli oggetti e delle persone. Quando perde il controllo, la sua forma muta in un essere oscuro e mostruoso. Odia i bambini perché, con la loro vista, sono in grado di smascherare la sua vera natura.
Ruth (ルツ?, Rutsu)
Doppiato da: Kōki Uchiyama (ed. giapponese), Alessandro Campaiola (ed. italiana)
Un black dog, anche chiamato church grim, ossia un araldo della morte, uno spirito incaricato di vegliare sulle tombe dei cimiteri. Un tempo fu il cane fedele di una ragazza, Isabel, che morì tragicamente in un incidente; rispondeva al nome di Ulysse (ユリシィ?, Yurishī). Una volta incontrata Chise, prova subito per lei un senso di protezione, in quanto gli ricorda la defunta padrona; successivamente, diventa il famiglio della maga, da cui riceve il nuovo nome (rut in ebraico significa "amico caritatevole").
Argentuccia (シルキー?, Shirukī) / Silky (シルキー?, Shirukī)
Doppiata da: Aya Endō (ed. giapponese), Martina Felli (ed. italiana)
La governante di casa di Elias e Chise, è una fata silkie, uno spirito domestico. Come silkie, svolge le faccende domestiche spesso di nascosto, e a volte si diverte a fare dispetti; in cambio, ciò che desidera è una tazza di crema o di latte sopra al camino della casa. Si affeziona sin da subito a Chise, trattandola con cura. In passato era una banshee, che, dopo la morte della famiglia che infestava, si mise a vagare senza una meta; Spriggan le diede una nuova identità e il compito di badare a una casa. Da quel momento, i due hanno iniziato una corrispondenza.

### Maghi
I maghi sono persone in grado di assorbire l'energia magica da ciò che li circonda, sfruttandola e servendosi di fate e spiriti per cambiare la natura delle cose.
Angelica Barley (アンジェリカ・バーレイ?, Anjerika Bārei)
Doppiata da: Yūko Kaida (ed. giapponese), Mattea Serpelloni (ed. italiana)
Maga amica di Elias, anche conosciuta come Gems Bee. È un ingegnere e si occupa di magus craft, ossia congegni magici che utilizzano appunto la magia per funzionare. Suo padre era uno stregone, per cui Angelica dovette imparare da sola la propria tecnica magica. Il suo famiglio è Hugo, un vodyanol, ossia uno spirito acquatico. Ha una figlia, Althea, anch'essa dotata di abilità magiche.
Lindenbaum (リンデル?, Rinderu)
Doppiato da: Daisuke Namikawa (ed. giapponese), Alessandro Capra (ed. italiana)
Mentore di Elias, è un mago in vita da diverse centinaia di anni, nonostante l'aspetto da giovane uomo. È conosciuto più semplicemente come Lindell, o anche con l'appellativo di Echoes (エコーズ?); il significato del suo nome in tedesco è tiglio. È uno dei pochi maghi rimasti ad avere le "mani curative", ossia ad essere in grado di curare immediatamente qualsiasi ferita che non sia mortale. Vive nella terra dei draghi, l'Islanda, vegliando sugli ultimi esemplari rimasti che abitano nel nido costruito dai suoi predecessori nella fenditura Gja. In passato, dopo aver imparato l'arte della magia, divenne un nomade che vagava con le sue renne in cerca di licheni finché non conobbe Elias.
Rahab (ラハブ?, Rahabu)
Doppiata da: Kotono Mitsuishi (ed. giapponese), Rachele Paolelli (ed. italiana)
Maestra di Lindell e colei che dà il nome sia al discepolo che ad Elias. È una maga in vita da centinaia di anni, che vive in una casa immersa nella nebbia in un punto non specificato dello spazio-tempo.

### Stregoni
Gli stregoni, al contrario dei maghi, ottengono l'energia magica trasformando la forza presente all'interno del loro corpo; capendo la natura delle cose, riescono a modificarla.
Mikhail Renfred (ミハイル・レンフレッド?, Mihairu Renfureddo)
Doppiato da: Hino Satoshi (ed. giapponese), Gabriele Sabatini (ed. italiana)
Uno stregone conoscente di Elias. Ha una cicatrice in faccia causatagli da una creatura, mentre cercava di proteggere Alice; gli manca inoltre un braccio, che gli è stato tolto da Cartaphilus.
Alice (アリス?, Arisu)
Doppiata da: Mutsumi Tamura (ed. giapponese), Katia Sorrentino (ed. italiana)
Apprendista di Renfred. Figlia di due tossicodipendenti, fin da piccola si mise a drogarsi e a spacciare per sopravvivere; venne tolta dalla strada da Renfred, che la prese come sua discepola quando era appena ragazzina. Ha un carattere testardo e un po' scontroso, ma farebbe di tutto pur di proteggere le persone a cui tiene, come il proprio maestro, di cui infatti è la guardia del corpo.
Josef (ジョセフ?, Josefu) / Cartaphilus (カルタフィルス?, Karutafiruzu)
Doppiato da: Ayumu Murase (ed. giapponese), Simone Lupinacci (ed. italiana)
Anche conosciuto come l'Ebreo Errante, poiché si dice sia stato maledetto dal figlio di Dio. In origine, erano due persone distinte: Josef era un semplice becchino, erede di una famiglia di negromanti, che trovò Cartaphilus e si prese cura di lui e delle sue ferite. Emarginato e bullizzato dai compaesani, Josef continuò a occuparsi di Cartaphilus, nonostante non vedesse segni di miglioramento nell'uomo, che sembrava sempre sul punto di morte ma senza morire mai. Un giorno, Josef decise di unire se stesso al suo ospite, per aiutarlo e scappare dalla sua misera vita, condannandosi così a secoli di sofferenze, con un corpo che continuava a marcire ma sopravviveva a qualsiasi cosa. Perdendo a poco a poco il senno e i ricordi di sé, Josef ha continuato per due millenni a vagabondare alla ricerca di pezzi del corpo da sostituire per non soffrire più, commettendo violenze e omicidi.

### Creature magiche
Titania (ティターニア?, Titānia)
Doppiata da: Sayaka Ōhara (ed. giapponese), Roberta De Roberto (ed. italiana)
Antica gealach ("luna" in irlandese), è la regina delle fate e degli spiriti, colei che governa le notti della Britannia e dimora nel Tír na nÓg. Ha un forte istinto materno per tutte le creature fatate, in particolare per Elias.
Oberon (オベロン?)
Doppiato da: Kappei Yamaguchi (ed. giapponese), Marco Baroni (ed. italiana)
Marito di Titania, è il re delle fate. Il suo aspetto è ispirato a quello di un fauno. Ha un carattere molto vivace e per certi versi invasivo.
Spriggan (スプリガン?, Supurigan)
Doppiato da: Hiroki Yasumoto (ed. giapponese), Francesco De Francesco (ed. italiana)
Creatura fatata (dalla mitologia cornica), guardia del corpo di Titania. Ha una corrispondenza con Silky, con la quale scambia lettere e cesti di doni.
Leanan Sidhe (リャナン・シー?, Ryanan Shī)
Doppiata da: Saori Hayami (ed. giapponese), Giulia Franceschetti (ed. italiana)
Fata vampiresca (dalla mitologia irlandese), si presenta come una bellissima donna dagli occhi rossi e capelli argentati. Questi vampiri donano talento agli uomini in cambio del loro sangue, causandone spesso la morte prematura. La Leanan Sidhe che abita vicino a Chise è legata a un uomo, Joel Garland, al quale però non ha mai succhiato il sangue. Il loro legame è iniziato quando Joel la vide per un attimo nel suo giardino, in mezzo alle rose, innamorandosene.
Merituli (メリトゥーリ?, Meritūri)
Doppiato da: Megumi Han (ed. giapponese), Veronica Cuscusa (ed. italiana)
È un selkie, una creatura fatata in grado di assumere l'aspetto sia da essere umano che da foca. È il famiglio di Lindell.
Occhi di Cenere (灰の目?, Hai no Me)
Doppiato da: Jōji Nakata (ed. giapponese), Maurizio Fiorentini (ed. italiana)
Un essere che vive da migliaia di anni. Nonostante non odi gli umani, è solito fare dispetti per metterli alla prova, sembrando anche quasi divertito dagli esiti.
Ariel (ジェイドアリエル?, Jeido arieru)
Doppiata da: Ami Naitō (ed. giapponese)
Una fata del vento che si affeziona a Chise. Dopo aver cercato di portare la ragazza nel mondo fatato, Ariel torna spesso a farle visita e l'aiuta in diverse occasioni, attingendo al suo potere magico e a quello di Elias.
Shannon (シャノン?, Shanon)
Doppiata da: Asami Shimoda (ed. giapponese), Serena Sigismondo (ed. italiana)
Dottoressa dell'ospedale situato nel "Formicaio" del Paese fatato, è un changeling, un folletto scambiato alla nascita con un neonato umano e quindi allevato da genitori umani. Ha vissuto per cinquant'anni nel mondo umano, per poi tornare in quello fatato grazie a Shanahan, il bambino scambiato con lei e divenuto poi suo marito.
Shanahan (シャナハン?)
Doppiato da: Yuma Uchida (ed. giapponese), Luca Baldini (ed. italiana)
Umano con il quale è stata scambiata Shannon alla nascita. Cresciuto nel Paese delle fate, ha perso parte delle fattezze umane, diventando metà uomo e metà animale, con zampe e coda simili a quelle di un canide.
Hazel (ハシバミ?, Hashibami)
Un centauro che ha deciso di fare il postino di professione. Si occupa, tra le altre cose, di consegnare i pacchi di Elias e le lettere di Silky e di Spriggan.
Will-O' Wisp (ウィル・オー・ウィスプ?, Uiru ō uisupu)
Doppiato da: Akira Ishida (ed. giapponese), David Vivanti (ed. italiana)
Un fuoco fatuo blu che vive nei pressi di tombe e foreste. È colui che guida le anime nell'Aldilà.
Insetti di cotone
Creature volanti (ispirate alla famiglia degli eriosomatinae), sono ricoperte da un vello simile a quello delle pecore, molto adatto per gli oggetti di magia e stregoneria. Si nutrono del freddo presente nell'aria e tendono ad aumentare di numero prima dell'estate. Ci sono alcuni esemplari particolari, chiamati Insetti della neve (雪虫?, yukimushi), che al contrario si nutrono del calore, da fonti come il fuoco o gli umani stessi.

### Altri
Stella Barklem (ステラ・バークレム?, Sutera Bākuremu)
Doppiata da: Sumire Morohoshi (ed. giapponese), Ilaria Pellicone (ed. italiana)
Bambina di 10 anni, conosce Chise mentre sta cercando il suo fratellino Ethan, che si scopre essere stato rapito da Occhi di Cenere. È molto matura per la sua età ed ha un carattere deciso. Diventa amica di Chise e va a trovarla ogni tanto, portandole dei dolci.
Mariel (マリエル?, Marieru)
Doppiata da: Maaya Sakamoto (ed. giapponese)
Strega conosciuta anche come l'Allevatrice di capre. Insieme agli altri componenti della sua congrega, si occupa principalmente di spezzare maledizioni. È molto affezionata al capo della congrega, Phyllis, che vede come una madre.
Simon Callum (サイモン・カラム?, Saimon Karamu)
Doppiato da: Toshiyuki Morikawa (ed. giapponese), Alessandro Budroni (ed. italiana)
Prete del paese vicino alla casa di Elias. È incaricato di sorvegliare il mago per conto della Chiesa.
Joel Garland (ジョエル・ガーランド?, Joeru Gārando)
Doppiato da: Hideyuki Umezu (ed. giapponese), Sergio Lucchetti (ed. italiana)
Anziano che vive nel paese vicino alla casa di Chise e Elias. I suoi hobby sono la scrittura e il giardinaggio. Vede la Leanan Sidhe per un solo attimo nel suo giardino, innamorandosene, seppur incapace di vederla nuovamente.

## Media

### Manga
La serie è stata nominata all'ottavo Manga Taishō e ha ottenuto il secondo posto nel sondaggio "top 20 manga per lettori maschi" di Kono manga ga sugoi! nel 2014. Il manga ha fatto un’apparizione speciale nel secondo episodio di Wotakoi - L'amore è complicato per gli otaku mentre i protagonisti si trovano in una fumetteria.
| 1  | 10 aprile 2014 | ISBN 978-4-8000-0284-6                                                      | 27 febbraio 2016  | ISBN 978-88-6920-696-2 |
| 1  | Capitoli - 1. April Showers bring May flowers. (4月の雨は5月の花を咲かす。?, 4 gatsu no ame wa 5 gatsu no hana o sakasu.) - 2. One today is worth two tomorrow. (今日は明日2つ分の価値がある。?, Kyō wa ashita 2tsu-bun no kachigāru.) - 3. The Balance distinguishes not between gold and lead. (天秤は金も鉛も区別しない。?, Tenbin wa kin mo namari mo kubetsu shinai.) - 4. Everything must have a beginning. (すべてには始まりがある。?, Subete ni wa hajimari ga aru.) - 5. Misfortunes seldom come singly. (不幸は繰り返し訪れる。?, Fukō wa kurikaeshi otozureru.) |                                                                             |                   |                        |
| 1  | Trama Chise Hatori, una ragazza di 15 anni, viene venduta ad un'asta di creature bizzarre per cinque milioni di sterline; il suo compratore è Elias Ainsworth, un misterioso mago dalla testa a forma di cranio canino, che accoglie subito Chise come parte della sua famiglia, informandola che non solo diventerà sua discepola, ma anche sua moglie. Chise, che fin da piccola ha avuto la capacità di vedere strane creature invisibili agli altri, scopre di essere una sleigh beggy, seppur non capendo bene cosa significhi. La ragazza fa la conoscenza di Angelica, maga amica di Elias, e del prete Simon; inoltre, dimostra fin da subito di avere un forte potere. Incaricati di risolvere alcuni problemi, Elias e Chise si mettono dapprima in viaggio verso la terra dei draghi, l'Islanda, dove Chise incontra il mentore di Elias, e poi verso Ulthar, paese dove si riuniscono i gatti. Il re dei gatti, Molly, spiega ai due che stanno avvenendo strani fenomeni a causa del grumo sigillato nelle vicinanze, ed Elias chiede a Chise di eliminarlo, purificandolo. Mentre la ragazza si appresta ad eseguire l'incantesimo, viene aggredita da due individui. |                                                                             |                   |                        |
| 2  | 10 settembre 2014 | ISBN 978-4-8000-0361-4                                                      | 20 aprile 2016    | ISBN 978-88-6920-925-3 |
| 2  | Capitoli - 6. Curiosity killed the cat. (好奇心は猫を殺す。?, Kōkishin wa neko o korosu.) - 7. Love conquers all. (愛は全てに勝る。?, Ai wa subete ni masaru.) - 8. The Faerie Queene. (妖精の女王。?, Yōsei no joō) - 9. When one door shuts, another opens. (1つの扉が閉まると別の扉が開く。?, 1 tsu no tobira ga shimaru to betsu no tobira ga hiraku.) - 10. Talk of the devil, and he is sure to appear. (噂をすれば影が差す。?, Uwasa o sureba kage ga sasu.) |                                                                             |                   |                        |
| 2  | Trama Chise è tenuta in ostaggio da Alice e Renfred, due stregoni che la mettono in guardia sul vero obiettivo di Elias. Il mago, infatti, ha comprato Chise per cercare di allungare l'aspettativa di vita della ragazza che, in quanto sleigh beggy, sarebbe di soli tre anni; non solo: Elias ha il profondo desiderio di capire la natura e i sentimenti umani. Alice e Renfred, tuttavia, si trovano a Ulthar per recuperare il grumo dello stagno per conto di un misterioso stregone. I loro piani vengono sventati da Chise che, liberatasi, si immerge nel grumo con una Ariel (uno spirito dell'aria) e Molly. La ragazza rivive la storia dei coniugi Nina e Matthew: Matthew chiese un rimedio per la costituzione fragile di sua moglie Nina a uno stregone giunto nel paese; lo stregone gli disse di estrarre le nove vite dei gatti così da poterle donare alla moglie. Un giorno Nina scoprì il laboratorio del marito, pieno di gatti morti, e quando lui le fece bere la "medicina" creata, il corpo della donna si sciolse; Matthew, fuori di sé, cercò altri gatti da uccidere, quando Tim, il primo re dei gatti, lo uccise a sua volta. Ciò che rimase di Matthew si unì alle anime dei gatti uccisi, creando il grumo. Chise, tornata al presente, purifica tutte le anime lì rinchiuse, permettendo a Nina e Matthew di andare in pace. Una volta conclusa la faccenda, Chise si addormenta e Elias la porta nel bosco vicino alla loro casa per farle riprendere le forze. Dopo due settimane, mentre Chise è ancora addormentata, si presentano nella foresta Titania, la regina delle fate, e suo marito Oberon, giunti a conoscere la futura sposa di Elias; in quell'occasione, Chise finalmente si sveglia. Da quel momento, Elias insegna la magia alla sua discepola, così che la ragazza possa imparare a controllare il suo enorme potere. I due, però, devono ancora portare a termine l'ultima richiesta della Chiesa, e cioè andare a controllare che il black dog di una parrocchia vicina sia innocuo. Alla chiesa, Chise perlustra la zona e incontra il cane in forma umana, che la salva da uno spirito; giunge sul luogo anche Alice, intenzionata a portare via il grim per conto dello stregone misterioso. Chise riesce a far parlare la ragazza dei piani di questo individuo, che però poco dopo arriva e ferisce Chise, provocando l'ira di Elias. |                                                                             |                   |                        |
| 3  | 10 marzo 2015 | ISBN 978-4-8000-0422-2 (ed. regolare) ISBN 978-4-8000-0420-8 (ed. limitata) | 22 giugno 2016    | ISBN 978-88-226-0053-0 |
| 3  | Capitoli - 11. Seeing is believing. (百聞は一見に如かず。?, Hyakubun wa ikken ni shikazu.) - 12. Let sleeping dogs lie. (寝た犬は起こしてはいけない。?, Neta inu wa okoshite wa ikenai.) - 13. None so deaf as those who will not hear. (聞こうとしない者ほど説得が困難である。?, Kikou to shinai mono hodo settoku ga kon'nandearu.) - 14. Little pitchers have long ears. (小さな水差しには大きな取っ手がある。?, Chīsana mizusashi ni wa ōkina totte ga aru.) - 15. We live and learn. (長生きはするものだ。?, Nagaiki wa suru monoda.) |                                                                             |                   |                        |
| 3  | Trama La chimera di Josef ha ferito Chise, facendo adirare Elias, il quale assume una forma mostruosa e ingaggia un combattimento con l'essere. Chise, intanto, entra nei ricordi del black dog, venendo a conoscenza del suo passato. La ragazza si risveglia, cercando di far tornare in sé Elias, mentre sul luogo giunge anche Renfred, che spara in testa a Cartaphilus. Lo stregone, però, si rialza poco dopo, mostrando la sua vera natura; Chise, per proteggere il grim, scatena il suo potere. La situazione è momentaneamente salvata da un Will-O' Wisp, un fuoco fatuo, che trasporta i due maghi, il cane e i due stregoni lontano da lì. Il church grim comprende finalmente la sua natura di spirito, e decide di legarsi a Chise, diventando il suo famiglio e condividendo con lei energia magica e vita; la ragazza gli dà il nome di Rut. Josef li individua, ma Rut uccide la chimera; lo stregone, avendo perso interesse verso lo spirito, si dilegua. Tornati a casa, Elias si chiude in camera per qualche giorno, poiché non riesce a mantenere la forma umana. Chise, seppur preoccupata, continua a svolgere le sue faccende, passando anche un pomeriggio con Angelica. Un giorno, Elias esce di casa presto, così Chise e Rut decidono di cercarlo; mentre lo cercano nel villaggio vicino, incontrano un anziano, Joel, accompagnato da una Leanan Sidhe, una creatura vampiresca. Chise si ferma a casa dell'uomo per tenergli compagnia e scoprire la natura del rapporto con la vampira. Una volta lasciata la casa, Rut informa la ragazza di aver trovato Elias; Chise lo trova immerso in un laghetto, rimproverandolo per il suo continuo silenzio sulla sua natura e la sua vita. In quel momento, il famiglio di Lindell, un Selkie, li raggiunge, annunciando che il suo padrone avrebbe voluto passare del tempo con Chise, così da crearle una bacchetta. La ragazza accetta, volando in Islanda su un drago ed incontrando il mago, il quale le inizia a raccontare di come abbia conosciuto Elias. |                                                                             |                   |                        |
| 4  | 10 settembre 2015 | ISBN 978-4-8000-0498-7 (ed. regolare) ISBN 978-4-8000-0484-0 (ed. limitata) | 24 agosto 2016    | ISBN 978-88-226-0208-4 |
| 4  | Capitoli - 16. Once bitten, twice shy. (一度噛まれると、二度目は臆病になる。?, Ichido kama reru to, futatabime wa okubyō ni naru.) - 17. Lovers ever run before the clock. (恋人たちはいつも時計の前を走る。?, Koibito-tachi wa itsumo tokei o mae ni hashiru.) - 18. Better to ask the way than go astray. (聞くは一時の恥。聞かぬは一生の恥。?, Kiku wa ichiji no haji. Kikanu wa isshō no haji.) - 19. It is a long lane that has no turning. (曲がり角のない道はない。?, Magarikado no nai michi wanai.) - 20. East, west, home's best. (やはり我が家が一番良い。?, Yahari wagaya ga ichiban'ii.) |                                                                             |                   |                        |
| 4  | Trama Lindell racconta a Chise degli anni passati insieme a Elias. Il mago stava vagando con le sue renne, quando si imbatté in un essere dalle fattezze metà umane e metà di fata. L'essere non aveva memoria del passato, e Lindell decise di portarlo dalla sua maestra, la maga Rahab; la donna gli donò il nome di Elias e incaricò Lindell di prenderlo come suo discepolo. I due viaggiarono per molto tempo insieme, ed Elias iniziò ad imparare la magia e a comportarsi come un umano, pur non capendone la natura. Terminato il racconto, Lindell incarica Chise di intagliare la propria bacchetta da un ramo del tiglio cresciuto dalle spoglie del drago Nevin. Una volta terminato, l'anziano ha il compito di rifinire l'oggetto. Grazie al confronto avuto con Lindell e con Nevin in quei giorni, Chise capisce di volersi aprire con Elias e conoscerlo di più; la ragazza torna a casa sfruttando la magia, ma una volta arrivata rimane addormentata per un paio di giorni. Al suo risveglio, Chise trova la casa circondata da insetti di cotone; mentre lei ed Elias tosano gli animali, un insetto della neve si attacca a Chise, nutrendosi del suo calore. Per riscaldarla Elias la stringe a sé, e la ragazza trova l'occasione per parlargli. Successivamente, una sera si presenta alla loro porta un antico essere, Occhi di Cenere, che, per congratularsi con Chise, dona alla nuova maga una pelliccia di lupo mannaro; la ragazza si trasforma in volpe e corre via, ma Elias riesce a farla tornare in sé e a riportarla a casa. Quella notte, la Leanan Sidhe si presenta da Chise chiedendole aiuto. |                                                                             |                   |                        |
| 5  | 10 marzo 2016 | ISBN 978-4-8000-0547-2 (ed. regolare) ISBN 978-4-8000-0510-6 (ed. limitata) | 23 novembre 2016  | ISBN 978-88-226-0376-0 |
| 5  | Capitoli - 21. Looks breed love. (一目惚れ。?, Hitomebore.) - 22. A contented mind is a perpetual feast. (満足した心は永遠の祝宴。?, Manzoku shita kokoro wa eien no shukuen.) - 23. Fools rush in where angels fear to tread. (愚者は天使が恐れる場所に飛び込む。?, Gusha wa tenshi ga osoreru basho ni tobikomu.) - 24. There is no place like home. (我が家に勝るものはない。?, Wagaya ni masaru mono wa nai.) - 25. The longest day has an end. (どんな長い日も、終わりがある。?, Don'na nagai hi mo, owari ga aru.) |                                                                             |                   |                        |
| 5  | Trama Chise si precipita a casa di Joel, trovando l'uomo a letto privo di sensi; Elias la segue, dichiarando che potrà sopravvivere ancora per una settimana. Chise decide di realizzare l'ultimo sogno di Joel e della Leanan Sidhe, cioè quello di guardarsi negli occhi, e così prepara un unguento delle fate, una benedizione che, se messa sugli occhi di un umano, lo rende in grado di vedere le creature fatate. Dopo cinque giorni, Chise riesce a completare l'unguento, e permette alla Leanan Sidhe di dire addio a Joel. Salutata la vampira, Chise ed Elias trovano sulla soglia di casa Oberon, che chiede alla maga di dargli l'unguento rimasto; in quel momento, Chise inizia a tossire sangue e perde le forze, così Elias e Oberon la portano nel Paese delle fate. Le condizioni della ragazza sono critiche, ma viene curata dal folletto Shannon, ex dottoressa del mondo umano; mentre Elias rifiuta la proposta di Titania di rimanere nel Paese fatato, Shannon riesce a curare le ferite di Chise, testando la volontà di vivere della ragazza. Nel mentre, il tempo nel mondo umano è passato più velocemente, e i due maghi si trovano già in inverno quando escono dal Paese delle fate. Silky durante quelle settimane ha curato la casa, e in un sogno si scopre il passato della governante: fu una banshee che, morta la famiglia che poteva sentirla, si ritrovò a vagare senza una meta, finché Spriggan non le donò un nuovo compito, ossia quello di badare alla propria abitazione. Tornati a casa, Elias e Chise si preparano per lo yule, il solstizio d'inverno. |                                                                             |                   |                        |
| 6  | 10 settembre 2016 | ISBN 978-4-8000-0611-0                                                      | 22 marzo 2017     | ISBN 978-88-226-0529-0 |
| 6  | Capitoli - 26. God's mill grinds slow but sure. (1ª parte) (神の臼はゆっくりと確実に粉を挽く。?, Kami no usu wa yukkuri.) - 27. God's mill grinds slow but sure. (2ª parte) (神の臼はゆっくりと確実に粉を挽く。2?, Kami no usu wa yukkuri to kakujitsu ni kona o hiku. II) - 28. Look before you leap. (1ª parte) (飛ぶ前によく見よ。?, Tobu mae ni yoku miyo) - 29. Look before you leap. (2ª parte) (飛ぶ前によく見よ。2?, Tobu mae ni yoku miyo. II) - 30. Zeal without knowledge is a runaway horse. (知識のない熱意は暴れ馬同然。?, Chishiki no nai netsui wa abare-ba-dōzen.) |                                                                             |                   |                        |
| 6  | Trama Il giorno della Vigilia, Chise va di nascosto a Londra per incontrarsi con Alice; la ragazza, infatti, le chiede aiuto per cercare il regalo di Natale per Renfred, e così le due passano una giornata insieme. Alice si apre con la maga, scoprendosi più simili di quanto pensassero e ponendo le basi per un'amicizia. Al rientro, Elias e Chise si scambiano i regali. La mattina dopo, giorno di Natale, Chise esce per andare a ringrazia Simon del dono e si imbatte in una bambina disperata, Stella, la quale afferma che suo fratello Ethan sia scomparso, anche se sembra essere l'unica a ricordarsi di lui. Chise ed Elias decidono di aiutarla e insieme iniziano a cercare il bambino, trovandolo tra le braccia di Occhi di Cenere. Anche Elias viene rapito dalla creatura, e quest'ultimo decide che, per riavere indietro Ethan ed Elias, Chise e Stella dovranno fare un gioco, cercandoli nel bosco. Chise fa affidamento sul suo istinto animale grazie alla pelliccia di volpe, che questa volta la trasforma in orso, e riesce a trovare il mago e il bambino. Stella ed Ethan si ricongiungono, e la bambina va a trovare Chise a casa il giorno seguente. Mentre le due ragazze parlano, Elias esce di casa nella sua forma animale e Chise, preoccupata, lo insegue, trasformandosi in volpe. Trova il mago aggrovigliato in un cespuglio e, parlandoci, riesce a calmare la sua gelosia. Nel frattempo, mentre Stella è tornata a Londra con la sua famiglia, Cartaphilus dimostra interesse verso la bambina e la punge. |                                                                             |                   |                        |
| 7  | 10 marzo 2017 | ISBN 978-4-8000-0658-5                                                      | 20 dicembre 2017  | ISBN 978-88-226-0805-5 |
| 7  | Capitoli - 31. Forgive and forget. (許して忘れよ。?, Yurushite wasure yo.) - 32. Examples are better than precept. (教訓よりも実例が大切。?, Kyōkun yori mo jitsurei ga taisetsudesu.) - 33. Any port in a storm. (1ª parte) (急場凌ぎ。?, Kyūba shinogi.) - 34. Any port in a storm. (2ª parte) (急場凌ぎ。2?, Kyūba shinogi. II) - 35. Any port in a storm. (3ª parte) (急場凌ぎ。3?, Kyūba shinogi. III) |                                                                             |                   |                        |
| 7  | Trama Chise è imprigionata nel groviglio creato da Elias. Ruth riesce a raggiungere la ragazza grazie all'aiuto di una creatura che si rivela essere la figlia di Titania. Chise, intanto, calma il mago e insieme tornano a casa, dove si addormentano. Nella terra dei draghi, un gruppo di bracconieri attira due cuccioli di drago, imprigionandoli. Sopraggiunto Lindenbaum per salvarli, i draghi spariscono davanti ai suoi occhi grazie a una stregoneria di Cartaphilus. A Londra, Chise va a far visita ad Angelica, dove conosce il marito e la figlia della maga, perché ha bisogno di una mano: dopo la notte insieme, infatti, Elias non si sveglia. Chise capisce di aver lanciato involontariamente una magia sonnifera cantandogli una canzone e riceve da Angelica le istruzioni per preparare una pozione che svegli il mago. Con Elias sveglio, Chise cade in un sonno profondo dallo sforzo, dove sogna di incontrare un Cartaphilus dolorante e senza memoria. Al College per maghi e stregoni, Renfred incontra i colleghi Adolph e Tory, con cui parla di Chise e Cartaphilus. Proprio in quel momento, appare Merituli, che avverte i tre della scomparsa dei due draghi e invoca l'aiuto di Adolph. Il gruppo va quindi a casa di Elias e viene raggiunto da Chise, una volta sveglia. La ragazza convince il mago ad aiutare nella ricerca dei draghi e contatta il signor Seth, l'uomo con cui organizzò la propria vendita al mercato nero, per farli partecipare all'asta di uno dei cuccioli. Mentre il gruppo cerca di aggiudicarsi l'asta, il drago, in preda al terrore, si trasforma e mette tutti in fuga. Chise ed Elias, con l'aiuto di Merituli, cercano di placare l'animale, e Chise rimane da sola sul dorso del drago, ormai libero per i cieli di Londra. La ragazza si toglie così il bracciale donatole da Angelica per limitare il suo potere e riesce a placare il drago. |                                                                             |                   |                        |
| 8  | 8 settembre 2017 | ISBN 978-4-8000-0713-1                                                      | 20 giugno 2018    | ISBN 978-88-226-1035-5 |
| 8  | Capitoli - 36. You can't make an omelet without breaking a few eggs. (1ª parte) (目的達成に犠牲はつきもの。?, Mokuteki tassei ni gisei wa tsukimonodesu.) - 37. You can't make an omelet without breaking a few eggs. (2ª parte) (目的達成に犠牲はつきもの。2?, Mokuteki tassei ni gisei wa tsukimonodesu. II) - 38. The darkest hour is that before the dawn. (夜明け前が最も暗い。?, Yoake mae ga sai kura.) - 39. Necessity has no law. (背に腹は替えられない。?, Se ni hara wa kae rarenai.) - 40. What is bred in the bone will not out of the flesh. (骨の中で育ったものは肉の外に出ていかない。?, Hone no naka de sodatta mono wa niku no soto ni dete ikanai.) |                                                                             |                   |                        |
| 8  | Trama Chise è riuscita a domare il drago e addormentarlo, ma a un caro prezzo: è stata maledetta dal potere della creatura, e il suo corpo sta venendo consumato dalla maledizione. Intenti a cercare un rimedio, la ragazza ed Elias ricevono una visita inaspettata: Mariel, una strega con cui Chise era entrata in contatto durante l'asta. La donna offre loro di partecipare a una riunione della sua congrega, promettendo a Chise che, qualora fosse diventata una sua sorella, avrebbero fatto di tutto per spezzare la maledizione. Partecipando alla riunione, però, la maga ed Elias capiscono che non sarebbe stato possibile spezzarla senza prendere la vita di un'altra persona. Mariel, così, suggerisce a Elias un piano, che il mago mette subito in atto: ignaro della presenza di Cartaphilus, Elias cattura Stella e addormenta Chise, con l'intento di spostare la maledizione dalla ragazza all'amica. Tuttavia, Chise si sveglia ed Elias fa appena in tempo ad apprendere che Josef ha posseduto Stella, quando la ragazza, furiosa, irrompe, portando via l'amica. Scoprendo anche lei di Cartaphilus, Chise accetta di fare un patto con lo stregone. |                                                                             |                   |                        |
| 9  | 24 marzo 2018 | ISBN 978-4-8000-0747-6 (ed. regolare) ISBN 978-4-8000-0727-8 (ed. limitata) | 19 dicembre 2018  | ISBN 978-88-226-1279-3 |
| 9  | Capitoli - 41. As you sow, so shall you reap. (蒔いた種は自分で刈り取るべし。?, Maita tane wa jibun de karitorubeshi.) - 42. It is the first step that is troublesome. (それは面倒な最初のステップです。?, Sore wa mendōna saisho no suteppudesu.) - 43. The road to Hell is paved with good intentions. (地獄への道は善意で舗装されました。?, Jigoku e no michi wa zen'i de hosō saremashita.) - 44. Nothing seek, nothing find. (何も求めない, 何も見つかりません。?, Nani mo motomenai, nani mo mitsukarimasen.) - 45. Live and let live. (生きて生きる。?, Ikite ikiru.) |                                                                             |                   |                        |
| 9  | Trama Mentre Elias e Rut cercano Chise con l'aiuto di Spriggan, Titania e Oberon, la ragazza si ritrova nel laboratorio di Josef. Lo stregone promette di lasciar andare lei, Stella e il drago, ancora vivo seppur senza un arto, se Chise acconsentirà a uno scambio: la libertà per il suo braccio. La maga acconsente e così Cartaphilus, per evitare un rigetto, scambia prima un suo occhio con quello di Chise, che piomba in un lungo ricordo sulla sua famiglia, sull'abbandono del padre e sulla depressione della madre. Chise fa così conoscenza con la maledizione di Cartaphilus, a cui fa una semplice domanda: che cosa vorrebbe. L'entità le chiede aiuto e la ragazza entra allora nei ricordi di Josef, ripercorrendo la sua storia e quella di Cartaphilus, i due soggetti che si fusero insieme creando lo stregone. Adirato, Josef si ribella, ma proprio in quel momento giungono Elias, Rut, i due reali fatati, e anche Alice e Renfred. Josef riesce a scappare, ma Mariel, anch'ella sopraggiunta per cercare di rimediare ai suoi errori, aiuta Chise, Elias e Rut a raggiungerlo. Con lo stregone in preda al panico, Chise cerca di parlargli, ma lui la trafigge in pancia. In quel momento, la ragazza lo abbraccia e riesce a placare lui e la sua maledizione, che le promette di tenere a bada dentro al suo corpo il potere del drago. Con Josef addormentato per qualche secolo, Chise ed Elias rinnovano le promesse fatte l'uno all'altra, e il mago accompagna la sua sposa verso l'inizio di una nuova avventura: il College. |                                                                             |                   |                        |
| 10 | 10 settembre 2018 | ISBN 978-4-8000-0794-0 (ed. regolare) ISBN 978-4-8000-0785-8 (ed. limitata) | 19 giugno 2019    | ISBN 978-88-226-1428-5 |
| 10 | Capitoli - 46. Birds of a feather flock together. (1ª parte) (羽毛の鳥は一緒に群がる。1?, Umō no tori wa issho ni muragaru. I) - 47. Birds of a feather flock together. (2ª parte) (羽毛の鳥は一緒に群がる。2?, Umō no tori wa issho ni muragaru. II) - 48. Birds of a feather flock together. (3ª parte) (羽毛の鳥は一緒に群がる。3?, Umō no tori wa issho ni muragaru. III) - 49. Birds of a feather flock together. (4ª parte) (羽毛の鳥は一緒に群がる。4?, Umō no tori wa issho ni muragaru. IV) - 50. The cowl does not make the monk. |                                                                             |                   |                        |
| 11 | 9 marzo 2019 (ed. regolare & speciale) | ISBN 978-4-8000-0837-4 (ed. regolare) ISBN 978-4-8000-0827-5 (ed. limitata) | 22 gennaio 2020   | ISBN 978-88-226-1725-5 |
| 11 | Capitoli - 51. The cowl does not make the monk. (2ª parte) - 52. The cowl does not make the monk. (3ª parte) - 53. First impressions are the most lasting. (1ª parte) - 54. First impressions are the most lasting. (2ª parte) - 55. First impressions are the most lasting. (3ª parte) |                                                                             |                   |                        |
| 12 | 10 settembre 2019 (ed. regolare & speciale) | ISBN 978-4-8000-0890-9 (ed. regolare) ISBN 978-4-8000-0852-7 (ed. limitata) | 19 agosto 2020    | ISBN 978-88-226-1876-4 |
| 12 | Capitoli - 56. Better bend than break. (1ª parte) - 57. Better bend than break. (2ª parte) - 58. Better bend than break. (3ª parte) - 59. Slow and sure. (1ª parte) - 60. Slow and sure. (2ª parte) |                                                                             |                   |                        |
| 13 | 10 marzo 2020 (ed. regolare & speciale) | ISBN 978-4-8000-0945-6 (ed. regolare) ISBN 978-4-8000-0928-9 (ed. limitata) | 17 marzo 2021     | ISBN 978-88-226-2165-8 |
| 13 | Capitoli - 61. Slow and sure. (3ª parte) - 62. Conscience does make cowards of us all. (1ª parte) - 63. Conscience does make cowards of us all. (2ª parte) - 64. Conscience does make cowards of us all. (3ª parte) - 65. Conscience does make cowards of us all. (4ª parte) |                                                                             |                   |                        |
| 14 | 10 settembre 2020 (ed. regolare & speciale) | ISBN 978-4-8000-1008-7 (ed. regolare) ISBN 978-4-8000-0967-8 (ed. limitata) | 15 settembre 2021 | ISBN 978-88-226-2552-6 |
| 14 | Capitoli - 66. A small leak will sink a great ship. (1ª parte) - 67. A small leak will sink a great ship. (2ª parte) - 68. A small leak will sink a great ship. (3ª parte) - 69. A small leak will sink a great ship. (4ª parte) - 70. A small leak will sink a great ship. (5ª parte) |                                                                             |                   |                        |
| 15 | 10 marzo 2021 (ed. regolare & speciale) | ISBN 978-4-8000-1055-1 (ed. regolare) ISBN 978-4-8000-1025-4 (ed. limitata) | 16 marzo 2022     | ISBN 978-88-226-3024-7 |
| 15 | Capitoli - 71. Nothing venture, nothing have. (1ª parte) - 72. Nothing venture, nothing have. (2ª parte) - 73. Nothing venture, nothing have. (3ª parte) - 74. Nothing venture, nothing have. (4ª parte) - 75. Needs must when the devil drives. (1ª parte) |                                                                             |                   |                        |
| 16 | 10 settembre 2021 (ed. regolare & speciale) | ISBN 978-4-8000-1128-2 (ed. regolare) ISBN 978-4-8000-1084-1 (ed. limitata) | 15 giugno 2022    | ISBN 978-88-226-3249-4 |
| 16 | Capitoli - 76. Needs must when the devil drives. (2ª parte) - 77. Gather ye rosebuds while ye may. (1ª parte) - 78. Gather ye rosebuds while ye may. (2ª parte) - 79. Coming events cast their shadows before. (1ª parte) - 80. Coming events cast their shadows before. (2ª parte) |                                                                             |                   |                        |
| 17 | 10 marzo 2022 (ed. regolare & speciale) | ISBN 978-4-8000-1183-1 (ed. regolare) ISBN 978-4-8000-1085-8 (ed. limitata) | 16 novembre 2022  | ISBN 978-88-226-3610-2 |
| 17 | Capitoli - 81. Coming events cast their shadows before. (3ª parte) - 82. Man's extremity is God's opportunity. (1ª parte) - 83. Man's extremity is God's opportunity. (2ª parte) - 84. Even a worm will turn. (1ª parte) - 85. Even a worm will turn. (2ª parte) |                                                                             |                   |                        |
| 18 | 9 settembre 2022 (ed. regolare & speciale) | ISBN 978-4-8000-1240-1 (ed. regolare) ISBN 978-4-8000-1086-5 (ed. limitata) | 14 giugno 2023    | ISBN 978-88-226-4065-9 |
| 18 | Capitoli - 86. Once bitten, twice shy. I - 87. Once bitten, twice shy. II - 88. Give a thief enough rope and he'll hang himself. I - 89. Give a thief enough rope and he'll hang himself. II - 90. Of two evils choose the less.I |                                                                             |                   |                        |
| 19 | 10 marzo 2023 | ISBN 978-4-8000-1302-6                                                      | 13 dicembre 2023  | ISBN 978-88-226-4416-9 |
| 19 | Capitoli - 91. Of two evils choose the less. II - 92. Keep the pot boiling. I - 93. Keep the pot boiling. II - 94. Keep the pot boiling. III - 95. The show must go on. I |                                                                             |                   |                        |
| 20 | 12 aprile 2024 | ISBN 978-4-04-899617-4 (ed. regolare) ISBN 978-4-04-899618-1 (ed. limitata) | —                 |                        |
| 20 | Capitoli - 96. The show must go on. II - 97. The show must go on. III - 98. Fish and guests stink after three. - 99. Many a little makes a mickle. - 100. Kindness will creep where it cannot go. |                                                                             |                   |                        |
| 21 | 8 ottobre 2024 | ISBN 978-4-04-899639-6 (ed. regolare) ISBN 978-4-04-899640-2 (ed. limitata) | —                 |                        |
| 21 | Capitoli - 101. Rain before seven, fine before eleven. I - 102. Rain before seven, fine before eleven. II - 103. Big fleas have little fleas. I - 104. Big fleas have little fleas. II - 105. Big fleas have little fleas. III |                                                                             |                   |                        |
| 22 | 8 aprile 2025 | ISBN 978-4-04-899671-6 (ed. regolare) ISBN 978-4-04-899645-7 (ed. limitata) | —                 |                        |
| 22 | Capitoli - 106. misery makes strange bedfellows. - 107. misery makes strange bedfellows. II - 108. First catch your hare. - 109. Time will tell. I - 110. Time will tell. II |                                                                             |                   |                        |
| 23 | 8 ottobre 2025 | ISBN 978-4-04-899690-7 (ed. limitata)                                       | —                 |                        |

#### Capitoli non ancora in formatotankōbon
Questa lista è suscettibile di variazioni e potrebbe essere incompleta o non aggiornata.

I seguenti capitoli sono apparsi sulla rivista Comic Garden in Giappone ma non sono ancora stati stampati in formato tankōbon.
- 111. Time will tell. III
- 112. Today you, tomorrow me. I
- 113. Today you, tomorrow me. II

### Light novel
| Nº | Titolo italiano (traduzione letterale) Giapponese 「Kanji」 - Rōmaji                              | Data di prima pubblicazione             | Data di prima pubblicazione |
| Nº | Titolo italiano (traduzione letterale) Giapponese 「Kanji」 - Rōmaji                              | Giapponese                              |                             |
| 1  | The Ancient Magus' Bride: The Golden Yarn 「魔法使いの嫁 金糸篇」 - Mahōtsukai no yome kinshi-hen | 8 settembre 2017 ISBN 978-4-8000-0690-5 |                             |
| 2  | The Ancient Magus' Bride: The Silver Yarn 「魔法使いの嫁 銀糸篇」 - Mahōtsukai no yome ginshi-hen | 10 ottobre 2017 ISBN 978-4-8000-0692-9  |                             |

### Drama-CD
Un drama-CD è stato pubblicato con la versione limitata giapponese del quinto volume del manga, uscito nel marzo 2016.

### OAV
Una serie di OAV di tre episodi, intitolata The Ancient Magus' Bride: Those Awaiting a Star (魔法使いの嫁?, Mahō tsukai no yome: hoshi matsu hito) fa da prequel al manga ed è incentrata sulla vita di Chise prima che incontrasse Elias. Gli episodi sono stati allegati rispettivamente al sesto, settimo e ottavo volume del manga, pubblicati il 10 settembre 2016, il 10 marzo e il 9 settembre 2017. Tutti e tre gli OAV sono stati proiettati in anteprima nei cinema giapponesi: il primo dal 13 agosto 2016, il secondo dal 4 febbraio 2017 e il terzo OAV dal 19 agosto 2017. A produrli è stato Wit Studio per la regia di Norihiro Naganuma, mentre Crunchyroll li ha trasmessi in streaming anche coi sottotitoli in italiano.
| Nº | Titolo italiano Giapponese 「Kanji」 - Rōmaji                                                   | Distribuzione    | Distribuzione |
| Nº | Titolo italiano Giapponese 「Kanji」 - Rōmaji                                                   | Giapponese       |               |
| 1  | Coloro che attendono una stella - Prima parte 「星待つひと：前篇」 - Hoshi matsu hito: zenpen   | 9 settembre 2016 |               |
| 2  | Coloro che attendono una stella - Seconda parte 「星待つひと：中篇」 - Hoshi matsu hito: chūhen | 10 marzo 2017    |               |
| 3  | Coloro che attendono una stella - Terza parte 「星待つひと：後篇」 - Hoshi matsu hito: kōhen    | 9 settembre 2017 |               |

### Serie TV
Una serie televisiva anime basata sul manga, annunciata il 10 marzo 2017, è andata in onda dal 7 ottobre 2017 al 24 marzo 2018. Gli episodi sono stati trasmessi in streaming in simulcast da Crunchyroll. Il 2 febbraio 2023 è stato annunciato il doppiaggio italiano. il quale è stato pubblicato dal 2 marzo al 10 agosto seguenti.
Una seconda stagione è stata annunciata il 5 settembre 2022. Studio Kafka che si è già occupato degli OAV torna a ricoprire la produzione, con Kazuaki Terasawa che è nuovamente il regista. Chiaki Nishinaka si unisce ad Aya Takaha e Yoko Yonaiyama per scrivere la sceneggiatura; Hirotaka Katō e Junichi Matsumoto tornano a ricoprire i loro ruoli rispettivamente come character designer e compositore. La prima parte della seconda stagione è stata trasmessa dal 6 aprile al 22 giugno 2023 su Tokyo MX, BS11, Sun TV e AT-X, in simulcast su Crunchyroll. La sigla d'apertura è Dear cantata da JUNNA. Il 22 giugno 2023 è stata annunciata la seconda parte che è stata trasmessa dal 5 ottobre al 21 dicembre 2023. Il doppiaggio italiano è stato pubblicato dal 25 maggio 2023 all'11 gennaio 2024.

#### Episodi

##### Prima stagione
| Nº | Titolo originale | In onda          | In onda        |
| Nº | Titolo originale | Giapponese       | Italiano       |
| 1  | April Showers Bring May Flowers. | 7 ottobre 2017   | 2 marzo 2023   |
| 1  | Il mago Elias Ainsworth, offre cinque milioni di sterline in un'asta e vince Chise, un'orfana giapponese emarginata dalla società che ha deciso di vendersi come schiava. Si trasferiscono nella casa di Elias nella campagna inglese e lui annuncia che sarà la sua discepola. Le chiede di fare il bagno, durante il quale le fate vengono a trovarlo e rivelano che è una sleigh beggy, un raro tipo di mago che attrae inconsciamente creature magiche che possono aiutarla nel bisogno, anche se aiutarle può danneggiare facilmente quanto aiutare. Quella notte, le fate convincono Chise a camminare attraverso i boschi dove tentano di rapirla per fare dispetto a Elias. Dopo che Chise insiste per rimanere con Elias, lui scaccia le fate e rivela di conoscere i loro piani e di aver colto l'occasione per mostrare a Chise l'idea di "aiuto" di una creatura magica. Elias dice a Chise che vuole che diventi sua moglie. |                  |                |
| 2  | One Today Is Worth Two Tomorrows. | 14 ottobre 2017  | 9 marzo 2023   |
| 2  | Chise si sveglia dopo aver dormito per due giorni dopo la sua ordalia fatata. Elias la porta a fare shopping in un negozio di maghi travestito da libreria; Chise incontra la proprietaria del negozio, Angelica Burley, un'artigiana Magus Craft che crea strumenti magici. Quando viene a sapere dell'adozione e della proposta, lo manda fuori con rabbia. Angelica insegna a Chise la differenza tra stregoneria e magia: la stregoneria (utilizzata dagli stregoni) si basa sul produrre energia magica direttamente dal proprio corpo, mentre la magia (utilizzata dai maghi) si basa sull'assorbire energia magica dall'ambientale circostante o prendendola in prestito dalle creature magiche. Dopo che Angelica le dà un cristallo per provare ad esercitarsi, Chise ha un flashback di sua madre nel campo, facendo sì che il laboratorio di Angelica si riempia di centinaia di fiori di cristallo. Tuttavia, Elias impedisce loro di diffondersi. Angelica vende a Chise un coltello magico, un cappotto e molti altri oggetti magici. Mentre tornano a casa incontrano Simon Cullum, che chiede a Elias un favore in cambio del fatto che la Chiesa chiude un occhio sulle sue attività. Elias ha il compito di dirigersi in Islanda per indagare sui draghi lì. Una volta arrivati, Chise viene rapita da un drago e dal suo custode Lindel.                                                                              |                  |                |
| 3  | The Balance Distinguishes Not Between Gold and Lead. | 21 ottobre 2017  | 16 marzo 2023  |
| 3  | Chise si sveglia nel Paese dei draghi, un luogo di nidificazione e di rifugio per tutti i draghi, e incontra un drago saggio di nome zio Nevin, che sta morendo e sta trasformando il suo corpo in un albero. Spiega che i draghi non hanno paura della morte e vivono più a lungo senza rimpianti. Chise ricorda di essere stata così sola da aver pensato al suicidio, ma Nevin è contento che abbia scelto di vivere o Elias non l'avrebbe mai trovata. Nel suo ultimo momento, Nevin condivide con lei i suoi ricordi di volo. Elias si rammarica che, con la crescita della popolazione umana, Chise potrebbe un giorno essere uno degli ultimi maghi sopravvissuti. Nevin muore trasformando il suo corpo in un albero ricoperto di fiori bianchi e dice a Chise che quando verrà il momento e avrà bisogno di un bastone magico, sarà felice che lei usi uno dei suoi rami, come ringraziamento per aver reso felici i suoi ultimi momenti. Chise sente di aver imparato qualcosa su come vivere una vita felice. Prima di andarsene, Chise crolla dopo aver speso la magia e aver condiviso i ricordi con Nevin. |                  |                |
| 4  | Everything Must Have a Beginning. | 28 ottobre 2017  | 23 marzo 2023  |
| 4  | Chise si sveglia su un treno con Elias. Incontrano un messaggero gatto che informa Elias che il Re dei Gatti sta aspettando. Chise scopre la voce che è una persona speciale. Chise vede una donna misteriosa prima di incontrare il Re dei Gatti, che rivela che c'è un problema all'interno del Paese dei gatti. Elias inizia a indagare mentre Chise scopre la storia del paese dei gatti. Anni fa, un uomo a cui piaceva uccidere i gatti fu ucciso dal primo Re dei Gatti e la sua anima corrotta fu imprigionata su un'isola. Chise viene rapita dalla donna misteriosa che la getta nel lago. Lì, Chise incontra Mina, una donna deceduta il cui marito, Matthew, è impazzito dopo la sua morte. Chise decide di liberarli. Elias salva Chise e le chiede di purificare Matthew. Chise prepara il suo incantesimo, ma viene fermata dalla donna misteriosa e da un uomo chiamato Renfred, stregoni che vogliono il corrotto Matthew per altri scopi. Renfred accusa Elias di aver usato Chise e di aver nascosto la verità sulla durata di vita limitata delle sleigh beggies. |                  |                |
| 5  | Love Conquers All. | 4 novembre 2017  | 30 marzo 2023  |
| 5  | La misteriosa donna, Alice, spiega che gli sleigh beggies sono preziosi perché generano continuamente potere magico, ma lo sforzo che mettono sul corpo provoca una morte prematura. Renfred si offre di liberare Chise, ma lei sceglie di stare con Elias. Elias tiene lontani i due stregoni mentre Chise esegue l'incantesimo di purificazione. Nella mente di Matthew, Chise lo vede chiedere a uno stregone di curare Mina. Lo stregone insegna a Matthew come preparare una pozione che ruba le nove vite dei gatti per far guarire Mina. Costringono Mina a bere e lei si dissolve in un liquido. Lo stregone in realtà aveva usato Mina per testare il suo incantesimo di manipolazione dell'anima. Matthew fu poi ucciso dal Re dei Gatti. Mina voleva che Chise cancellasse lei e Matthew dall'esistenza, poiché la corruzione impediva loro di trovare la strada per l'aldilà, condannandoli all'eternità nell'oscurità. Il Re dei gatti offre la sua nona vita per fungere da guida. Chise invece usa il potere delle fate sul vento per trasportare Mina e Matthew nell'aldilà, dove si riuniscono felicemente dopo così tanto tempo di separazione. Mentre li guarda, Chise non può fare a meno di chiedersi quanti anni le restano. |                  |                |
| 6  | The Faerie Queene. | 11 novembre 2017 | 6 aprile 2023  |
| 6  | Con l'anima di Matthew purificata, Renfred e Alice se ne vanno e incontrano lo stregone che ha ucciso Mina. Elias informa Chise che probabilmente le restano solo tre anni di vita, ma lui crede di aver trovato un metodo per impedire la sua morte. Chise promette di stargli accanto prima che svenga. Chise rimane incosciente per due settimane, limitando le sue funzioni fisiche a favore del ripristino più rapido della sua magia. Incontrano Titania, Regina delle Fate, e suo marito, Re Oberon, prima che Chise si svegli. Chise sorprende il re correndo direttamente da Elias invece di aver paura di lui. Il re crede che Chise ed Elias non abbiano figli. Chise se lo chiede mentre Elias prova una sensazione sconosciuta nelle viscere, che diverte Titania. Mentre se ne vanno Oberon si chiede se Chise ed Elias resteranno insieme. Titania crede che avrebbe più senso indovinare esattamente quanti figli finiranno per avere. Mentre torna a casa, Chise desidera di aver incontrato Elias anni fa. Elias le assicura che non ha importanza, poiché ha intenzione di curarla in modo che possano trascorrere decenni insieme. |                  |                |
| 7  | Talk of the Devil, and He Is Sure to Appear. | 18 novembre 2017 | 13 aprile 2023 |
| 7  | Lo stregone Cartaphilius minaccia di usare Alice in un esperimento se Renfred fallisce di nuovo. A Elias viene chiesto di scoprire se un Black Dog in un cimitero vicino è pericoloso. Dà a Chise un anello magico per ridurre la quantità di magia che genera. Al cimitero, scoprono che una giovane donna è stata uccisa. Chise viene attaccata da una creatura magica oscura, ma viene salvata da un giovane che schiaccia la creatura prima di crollare a terra per le ferite da morso. Si trasforma improvvisamente nel Black Dog. Alice cerca di prendere il Black Dog, ma Chise la stordisce con una pozione soporifera. Il Black Dog, chiamato Yuris, non riesce a ricordare chi lo ha ferito. Alice rivela che Cartaphilius vuole usare Yuris per creare una Chimera, un incrocio di diversi animali nato dalla stregoneria. Appare Elias e decide che Yuris è al sicuro. Alice chiede a Elias di aiutarlo contro Cartaphilius, che ha preso il braccio di Renfred e ha creato la Chimera che ha ucciso la donna. Elias accetta poiché la Chiesa probabilmente gli avrebbe chiesto di farlo comunque. In quel momento appare Cartaphilius con una chimera simile a una mantide religiosa che tenta di uccidere Alice, ma Chise intercetta il colpo al posto suo rimanendo ferita. Furibondo, Elias comincia a trasformarsi rivelando la sua vera mostruosa forma.                                                               |                  |                |
| 8  | Let Sleeping Dogs Lie. | 25 novembre 2017 | 20 aprile 2023 |
| 8  | Elias attacca la chimera di Cartaphilius. Chise sperimenta i ricordi di Isabelle di Yuris e si sveglia all'improvviso, correndo rapidamente a fermare Elias, senza paura della sua vera forma. Renfred appare e spara a Cartaphilius. Elias torna alla normalità, credendo che Chise sia coraggiosa. Cartaphilius torna in vita ed evoca una chimera Ragno con le fattezze di Isabelle. Chise ferma Yuris e scatena la sua magia, evocando uno sciame di falchi della tarantola per uccidere il ragno. Elias la ferma, poiché gli incantesimi usati per cambiare le regole della natura sono proibiti. Vengono improvvisamente teletrasportati via da Will-O' Wisp, un fuoco fatuo. Rimprovera Yuris per essersi aggrappato ai suoi ricordi di Isabelle. Yuris accetta finalmente che Isabelle sia morta e chiede di diventare il famiglio di Chise. Cartaphilius riappare ma Alice gli spara al braccio. Chise fa di Yuris il suo famiglio e lo rinomina Ruth. Con il potere di Chise, Ruth distrugge la Chimera. Cartaphilius decide di andarsene, ma rivela di aver trascorso l'eternità a sperimentare per liberarsi dal dolore che ha maledetto il suo corpo. Renfred e Alice se ne vanno. Will-O' Wisp recupera le anime dalle chimere e le guida nell'aldilà. |                  |                |
| 9  | None so Deaf as Those Who Will Not Hear. | 2 dicembre 2017  | 27 aprile 2023 |
| 9  | Dopo l'incidente con Cartaphilius, Elias rimane nella sua camera da letto ed evita tutti. Argentuccia, la governante fatata, chiede a Chise e Ruth di andare a fare shopping. In città, incontrano Angelica, che scopre che Chise è diventata dipendente da Elias. Chise capisce che Angelica ha ragione. Chise entra nella stanza di Elias, scoprendo che è bloccato nella sua forma inumana. Chise rimane con lui tutta la notte. Il giorno dopo, Elias se ne va, così Chise e Ruth cercano di trovarlo. Chise incontra una Leanan Sídhe, un tipo di fata che concede talenti a un umano in cambio della sua forza vitale, che sta perseguitando un uomo anziano di nome Joel, ma non ruba la sua forza vitale. Chise crede che la Leanan Sídhe ami Joel, ma la Leanan Sídhe insiste che una cosa del genere è impossibile, prima di dare un bacio a Chise e dirle di andare a trovare Joel un giorno. Chise trova Elias nascosto nella foresta e si arrabbia con lui. Elias promette che le racconterà tutto quando sarà pronto. Appare poi una selkie familiare con un messaggio di Lindel che chiede a Chise di visitare il paese dei draghi. |                  |                |
| 10 | We Live and Learn. | 9 dicembre 2017  | 4 maggio 2023  |
| 10 | Chise lotta per controllare la sua magia e Lindel si offre di creare un bastone magico dall'albero di zio Nevin per lei. Chise si preoccupa di essere separata da Elias, ma lei e Ruth viaggiano nel Paese dei draghi senza di lui. Dopo aver incontrato Lindel, Chise si mette a cercare un ramo adatto per diventare il suo bastone. A casa, Elias è visibilmente turbato dall'assenza di Chise, osservando che la casa sembra più fredda senza di lei. Tramite un magico uccello messaggero, Elias parla con Adolf Stroud, un amministratore del College che vuole parlare del futuro di Chise. Lindel racconta a Chise di come ha incontrato Elias per la prima volta centinaia di anni fa mentre camminava da solo in una foresta innevata. Lo ha portato dalla sua maestra, Rahab, che non riesce a identificare chi o cosa sia. Elias stesso non riesce a ricordare nulla della sua provenienza, tranne il colore rosso. Rahab decide che Lindel dovrebbe prenderlo come suo discepolo e lo chiama Elias. Renfred quindi affronta Elias e lo avverte che rovinerà la vita di Chise se non fa nulla. |                  |                |
| 11 | Lovers Ever Run Before the Clock. | 16 dicembre 2017 | 11 maggio 2023 |
| 11 | Lindel racconta a Chise del tempo che ha trascorso ad addestrare Elias. Ha notato che, sebbene Elias imparasse in fretta, aveva difficoltà a capire gli umani. In un'occasione, Elias ha quasi ucciso diversi abitanti del villaggio che avevano attaccato Lindel. Elias dice a Lindel che pensa di aver mangiato gli umani una volta e che ha ancora voglia di farlo. Nonostante lo abbia scoperto, Chise insiste che non l'ha mai spaventata. Lindel le suggerisce di dire a Elias esattamente come si sente. A Chise viene ordinato di intagliare il ramo di Nevin in un bastone. Mentre cala la notte, Lindel dimostra il suo potere e canta una bellissima canzone che fa sbocciare i fiori. Chise lancia accidentalmente un incantesimo specchio sul lago, attraverso il quale può vedere Elias. Elias le dice come si sente, che la loro casa è fredda senza di lei, nonostante sia estate. Chise dice che è pronta a dirgli ciò che non è riuscita a dirgli prima e promette di tornare a casa dopo aver usato il bastone. Lindel si lamenta di sentirsi come un padre che cresce due figli. Argentuccia seppellisce l'uccello magico usato per trasmettere le voci di Renfred e Adolf a Elias, il che implica che Elias abbia ucciso l'uccello dopo che lo avevano messo in guardia sul futuro. |                  |                |
| 12 | Better to Ask the Way Than Go Astray. | 23 dicembre 2017 | 18 maggio 2023 |
| 12 | Con Chise ancora lontana, Elias pensa a quanto le è diventato vicino. Con Chise che ha finito di intagliare il suo bastone, Lindel canta un nuovo incantesimo, combinando il bastone con gemme magiche e i capelli di Chise. Mentre Chise tiene il suo bastone, ha una visione del regno degli spiriti dove incontra zio Nevin. Ammette che i suoi sentimenti per Elias la preoccupano perché aveva cercato di stare lontana nel caso in cui non la volesse più. Nevin dice a Chise che è grato che sua madre abbia scelto di proteggerla perché altrimenti non avrebbe mai potuto aiutare le persone. Le dice di pensare a cosa vuole fare della sua vita. Quando Chise si sveglia, dichiara con un sorriso di avere qualcosa da dire a Elias e lancia un potente incantesimo per tornare da Elias sotto forma di una gigantesca fenice infuocata. Quando arriva tra le braccia di Elias, lui diventa felice: la loro casa sembra di nuovo calda. Prima che Chise possa dirgli cosa vuole dirgli, si addormenta per aver usato la magia. Chise sogna di quando i suoi genitori erano felici, poi si sveglia dopo due giorni di sonno, felice per la prima volta da anni. |                  |                |
| 13 | East, West, Home's Best. | 6 gennaio 2018   | 25 maggio 2023 |
| 13 | Chise ed Elias tosano gli insetti di cotone, creature volanti che mangiano il freddo dell'aria producendo una lana simile a quella delle pecore. Quando un insetto di neve (un insetto che mangia il calore invece del freddo) ruba il calore corporeo a Chise, Elias li respinge e porta Chise dentro casa per riscaldarsi. Chise rivela di essere a conoscenza dell'impulso di Elias di mangiare gli umani e di quando è stato tentato di mangiarla mentre era nella sua forma inumana. Elias quasi cancella il ricordo, ma lei gli impedisce di farlo. Da quando ha perso i genitori e il fratello, Elias era l'unica famiglia che aveva, quindi il pensiero di perdere Elias la spaventa più di ogni altra cosa. Chise rivela anche che entrambi i suoi genitori avevano la "vista" e potevano vedere le stesse creature che la maggior parte degli altri umani non riesce a vedere. Elias ammette di non avere esperienza di emozioni, a parte il freddo quando Chise era via e il caldo quando tornava. Chise riconosce questo come solitudine e promette di insegnargli cose umane. In seguito ricevono la visita di un conoscente di Elias di nome Occhi di Cenere, che dà a Chise un "dono" per catturare e legare gli spiriti compagni. Intrappola Chise in una pelle di animale, trasformandola in una volpe. |                  |                |
| 14 | Looks Breed Love. | 13 gennaio 2018  | 1º giugno 2023 |
| 14 | Chise va nella foresta, ma Elias le chiede di restare perché non gli piace il freddo quando se n'è andata. Chise torna umana perché prova la stessa cosa. Chise viene invitata dal Leanan Sídhe a salvare Joel, che sta morendo, perché lei gli ha prosciugato involontariamente la vita. Elias dice a Joel che probabilmente gli resta solo una settimana di vita. Joel accetta il suo destino perché la sua vita è stata felice. Il suo unico desiderio è parlare con la ragazza dagli occhi rossi che vive nel suo giardino. Chise decide di creare una pozione proibita che permetta a Joel di vedere il Leanan Sídhe. Elias quasi rifiuta, a causa della magia richiesta, ma invece mette in guardia Chise dal non esaurirsi. Cinque giorni dopo, la Leanan Sídhe usa la pozione su Joel. Joel le offre felicemente la sua vita rimanente per averlo involontariamente ispirato a continuare a vivere dopo la morte della moglie. Mentre la sua vita si esaurisce, Joel svanisce, lasciandola devastata. La Leanan Sídhe decide di restare nel giardino di Joel per evitare di ferire altre persone. Re Oberon confisca il resto della pozione proibita. Chise diventa più debole, dopo aver limitato la sua magia e l'anello si rompe. |                  |                |
| 15 | There Is No Place like Home. | 20 gennaio 2018  | 8 giugno 2023  |
| 15 | Elias e Oberon portano Chise nell Formicaio, uno dei Paesi delle fate, dove il tempo scorre rapidamente, così che possa riprendersi sotto le cure di Shannon, una changeling e medico delle fate. Titania dice a Elias che sarebbe più sicuro per Chise vivere nel Paese delle fate. Shannon dice a Chise che vivere lì alla fine la trasformerebbe in qualcosa che assomiglia a una fata. Elias, affermando di apprezzare la volontà di Chise, rifiuta l'offerta di Titania. Shannon attira Chise in una piscina e cerca di annegarla, affermando che odia le Sleigh Beggies. Chise trova la forza di reagire e sopraffà Shannon, solo per scoprire che le sue ferite sono guarite. Shannon si scusa perché aveva usato l'improvviso desiderio di Chise di vivere come un incantesimo di guarigione. Argentuccia diventa sempre più agitata quando Elias e Chise non tornano. Ricorda la sua vita precedente come Banshee che ha perso la famiglia umana che stava "infestando". È stata salvata da Spriggan, che le dice di proteggere sempre i deboli. La trasforma in una silkie e la mette con la famiglia umana che vive nella casa che un giorno Elias possiederà. Mentre Chise ed Elias lasciano il Paese delle Fate, concludono che sono passati mesi da quando è inverno. |                  |                |
| 16 | God's Mill Grinds Slow but Sure. | 27 gennaio 2018  | 15 giugno 2023 |
| 16 | Le fate chiamate le "Gemelle di Yule" ricordano a Chise ed Elias l'arrivo di Yule (il solstizio d'inverno) e di assicurarsi di bruciare un ceppo di Yule prima che il Cervo degli Inferi e la Dea Nera camminino attraverso i campi. Mentre finiscono i preparativi per Yule, Chise ed Elias si scambiano un bacio imbarazzato sotto il vischio, che, sostiene Elias, gli fa venire i brividi alla schiena. Chise va a fare shopping con Alice, che ha bisogno di aiuto per scegliere un regalo per Renfred. Incontrano Hazel, un postino centauro, che suggerisce loro dei regali di natale per Renfred. Vengono poi avvicinati dall'ex spacciatore di Alice che vuole che ricominci a comprare droga, ma loro scappano. Alice spiega che da bambina faceva uso di droga, finché Renfred non l'ha salvata e l'ha presa come sua discepola. Dopo un incidente in cui uno spirito ha sfregiato il volto di Renfred, Alice ha promesso di prendersi sempre cura di lui. Ruth dice a Chise che è felice di aver trovato un amico. Chise torna a casa e regala una nuova cravatta di cuoio a Elias per sostituire quella vecchia. In cambio, Elias dà a Chise un orsacchiotto che ha fatto lui stesso che, di notte, assorbirà parte della magia in eccesso di Chise e la trasformerà in fiori di cristallo, insieme ad altri doni che ha ricevuto da Angelica, Simon e Lindel. Nel frattempo, Occhi di Cenere vede un ragazzino nei boschi. |                  |                |
| 17 | Look Before You Leap. | 3 febbraio 2018  | 22 giugno 2023 |
| 17 | Una ragazzina di nome Stella chiede a Chise di trovare suo fratello Ethan, scomparso. Chise scopre che l'orsacchiotto che le ha regalato Elias fa crescere fiori di cristallo assorbendo la sua magia in eccesso. Riceve un braccialetto di riduzione della magia da Angelica. Stella accetta di pagare Chise con dei dolci fatti in casa per trovare Ethan. Dopo aver dato i fiori di cristallo a varie creature per informazioni, apprendono che Occhi di Cenere ha rapito Ethan e Stella si rende conto del suo errore lasciandolo solo dopo una discussione. Occhi di Cenere interviene quindi, intrappolando Elias sotto un lago con Ethan e cancellando i suoi ricordi e quelli di Stella. Chise usa una pelliccia magica per trasformarsi in orso e riesce a trovare dove sono tenuti Elias ed Ethan. Ethan perdona Stella, dopo che Occhi di cenere restituisce i loro ricordi. Nonostante il loro successo, Chise si ricorda del fratello perduto e si arrabbia. |                  |                |
| 18 | Forgive and Forget. | 10 febbraio 2018 | 29 giugno 2023 |
| 18 | Stella fa visita a Chise con il suo pagamento di dolci. Elias, irritato da Stella, scappa via. Chise, dopo essersi trasformata in un lupo con la pelliccia, lo trova nascosto in un'ombra ma si preoccupa perché la trattiene e sembra volerla mordere. Mentre Stella torna a Londra, sia Occhi di Cenere che Cartaphilius vengono visti nelle vicinanze. Chise ha paura che Elias possa essere sul punto di mangiarla e invia un segnale di soccorso a Ruth. Ruth viene aiutata da Brigid, la figlia fatata della Dea Nera, che gli mostra in quale ombra si nasconde Elias. Chise capisce che Elias è arrabbiato per Stella. Mentre la sua presa si stringe, lei si arrabbia e minaccia di pugnalarsi, facendolo improvvisamente lasciare andare. Elias ammette di aver avuto paura che Chise se ne andasse. Chise ed Elias più tardi dormono nello stesso letto dove lei gli canta una ninna nanna. Chise fa visita ad Angelica, preoccupata che Elias dorma da diversi giorni. Angelica suggerisce che Chise potrebbe aver cantato accidentalmente un incantesimo che lo ha fatto addormentare. Chise sveglia Elias, offrendogli un rimedio da bere, prima di svenire. Nel frattempo, Cartaphilius rapisce un cucciolo di drago. |                  |                |
| 19 | Any Port in a Storm. | 17 febbraio 2018 | 6 luglio 2023  |
| 19 | Cartaphilius esegue una procedura sul drago rapito. In un sogno, Chise visita Londra e vede Cartaphilius soffrire di dolore e insistere affinché lo chiami Joseph. Durante l'incontro, Chise scopre che Cartaphilius ha rubato un dispositivo di teletrasporto a Renfred, per rapire e vendere un drago alla casa d'aste magica sotterranea. Lì, Chise e gli altri pianificano di fare un'offerta e acquistare il drago per tenerlo al sicuro. Mentre Elias e Renfred discutono sul futuro, una donna contatta Chise e i due stipulano un accordo sconosciuto. Come risultato della procedura di Cartaphilius, il drago traumatizzato si trasforma in una chimera gigante di se stesso e si scatena. |                  |                |
| 20 | You Can't Make an Omelet Without Breaking a Few Eggs. | 24 febbraio 2018 | 13 luglio 2023 |
| 20 | Per porre fine alle sofferenze del drago, Chise assorbe la magia oscura dal drago e cadono entrambi nel fiume privi di sensi. Chise si sveglia a casa e trova il suo braccio sinistro mutato e trattenuto da bende. Conclude che il suo corpo cadrà a pezzi, dopo aver assorbito la maledizione del drago. Shannon chiede a Chise di restare nel regno, sperando che una fata possa aiutarla. Chise promette di considerare l'offerta questa volta. Elias e Chise discutono di come andranno avanti con il tempo che rimane a Chise. Ricevono la visita di Mariel, la strega che Chise ha incontrato all'asta. Mariel vede il braccio di Chise e si offre di aiutarla a trovare una cura, ma solo se diventa una fattucchiera e si unisce alla sua congrega. Chise partecipa all'incontro, mentre Mariel avverte Elias di Chise. |                  |                |
| 21 | Necessity Has No Law. | 3 marzo 2018     | 20 luglio 2023 |
| 21 | Elias e Chise incontrano Phyllis, la sacerdotessa della congrega di Mariel, ma rifiutano di unirsi alla congrega dopo aver scoperto che uccidere il Drago è l'unico modo per liberare Chise dalla maledizione. Mentre se ne vanno, Mariel si scusa per aver sprecato il loro tempo e passa un messaggio a Elias, suggerendo che per salvare una vita, qualcuno deve essere sacrificato. Al ritorno a casa, Elias cattura Stella scoprendo che Cartaphilius l'ha posseduta. Cartaphilius, come Stella, si congratula con Elias per essere un mostro. Dopo aver rimproverato Elias ed essere uscito di casa, Chise insegue Stella. Cartaphilius promette a Chise che libererà Stella in cambio della partenza di Chise con lui e della partecipazione ai suoi esperimenti. Mentre si teletrasportano e scompaiono, Elias arriva in ritardo e trova solo la collana di Chise. |                  |                |
| 22 | As You Sow, so Shall You Reap. | 10 marzo 2018    | 27 luglio 2023 |
| 22 | Chise si sveglia in laboratorio. Cartaphilius spiega il suo piano: poiché lui è maledetto con l'immortalità e Chise è maledetta a morire, propone di scambiare il suo braccio con il suo, sperando di scambiare le loro maledizioni. Dopo aver eseguito forzatamente un trapianto di cornea, Cartaphilius entra nella mente di Chise e Chise ha un flashback del suo passato. Mentre Chise era tormentata dalle creature a causa del suo essere una sleigh beggy, suo padre prese suo fratello e abbandonò la famiglia, e sua madre si suicidò dopo un fallito tentativo di ucciderla. Chise affronta e si congratula con sua madre per la loro memoria. Poi trova un frammento di Cartaphilius che rappresenta la sua maledizione. Chiede cosa volesse in cambio. Il frammento dice che c'è un desiderio che ha desiderato per migliaia di anni. Tuttavia, Chise si sveglia nella realtà e racconta a Cartaphilius cosa è successo. |                  |                |
| 23 | Nothing Seek, Nothing Find. | 17 marzo 2018    | 3 agosto 2023  |
| 23 | Titania e Oberon offrono a Elias il loro aiuto per trovare Chise, a condizione che venga portata nel Regno delle fate. Elias è tentato, ma ricorda che né lui né Chise vorrebbero vivere confinati lì. Titania ed Elias lanciano un incantesimo di localizzazione. Phyllis chiede a Marielle di aiutarla a risolvere il problema che ha causato. Chise scopre che Cartaphilius è in realtà l'Ebreo errante: colui che aveva lanciato una pietra a Gesù durante la sua crocifissione ed era stato punito con l'immortalità. Migliaia di anni dopo, Cartaphilius incontrò un giovane custode di tombe di nome Joseph e si fuse con lui, prendendone il corpo. Cartaphilius attacca Chise, ma lei viene salvata da Elias e dai loro alleati. Sconfitto, Cartaphilius fugge ma Chise lo insegue fino alla fontana. |                  |                |
| 24 | Live and Let Live. | 24 marzo 2018    | 10 agosto 2023 |
| 24 | Chise e Cartaphilius discutono sui diversi modi in cui soffrono. Occhi di Cenere appare vicino a Cartaphilius, mentre Ruth, Elias e Aerial, la fata del vento, salvano Chise. Occhi di Cenere cerca di fuggire, ma viene sconfitto da Elias e Aerial. Sebbene Chise non riesca a far addormentare Cartaphilius, Elias lo intrappola e Ruth recupera l'occhio. Chise abbraccia Cartaphilius e canta una ninna nanna per porre fine alla loro sofferenza. Cartaphilius rivela quindi che il braccio maledetto di Chise ora le prolungherà la vita. Più tardi, Chise perdona Elias per tutte le cose che ha fatto. Fanno un accordo sul futuro. La vita torna alla normalità e Cartaphilius ora viene tenuto da Chise in un posto dove dorme pacificamente. Occhi di Cenere, sopravvissuto all'attacco, esprime la sua delusione. Chise visita Angelica e Stella, che le fanno entrambe dei regali di compleanno. Elias scopre Chise con un abito da sposa e un velo nella foresta. Lei gli mette un anello alla mano sinistra e promettono di stare insieme. |                  |                |

##### Seconda stagione
| Nº                         | Titolo originale | In onda          | In onda          |
| Nº                         | Titolo originale | Giapponese       | Italiano         |
| Prima parte (12 episodi)   | |                  |                  |
| 25 (1)                     | Live and let live. II | 6 aprile 2023    | 25 maggio 2023   |
| 25 (1)                     | Adolf offre a Chise un posto al College, ammettendo di sperare di studiarla poiché è una sleigh beggy che possiede sia la maledizione del drago che la maledizione dell'immortalità. Elias è incerto, ma sostiene il desiderio di Chise di imparare. La Preside del College, Liza Quillyn, concede a Elias un posto temporaneo di insegnante per starle vicino. La dottoressa del College, Alexandra Heath, una Muryan dei Bruchi , è incuriosita dalla fisiologia unica di Chise. Adolf è sorpreso che Elias abbia lasciato Chise da sola con Alexandra ed Elias ammette che il pensiero che Chise lo sorprenda a spiarlo lo riempie di una strana sensazione. Adolf conferma che probabilmente si tratta di paura. Elias incontra Renfred che non è felice di vederlo. Chise rivela che da quando ha ricevuto l'occhio di Cartaphilus ha dei flash dei suoi ricordi di molte vite, e poiché ha solo 15 anni di ricordi propri, teme che i ricordi di Cartaphilus possano dominare e alterare la sua personalità. Chise incontra le quattro responsabili del dormitorio, gatte specializzate nelle esigenze dei diversi bambini. Ricordando l'affermazione di Nevin di avere la libertà nel cuore, Chise sceglie il dormitorio di sua madre Rose-Lyn e le viene assegnata una compagna di stanza, Lucy Webster, che sembra asociale. Mentre si reca a trovare Alice, Chise incontra una studentessa dai capelli argentati che sviene all'improvviso. |                  |                  |
| 26 (2)                     | Birds of a feather flock together. I | 13 aprile 2023   | 1º giugno 2023   |
| 26 (2)                     | La ragazza dai capelli argentati, Philomena, spiega di soffrire di fobia nervosa, così Chise le prescrive una tisana calmante. Philomena torna in classe con la sua compagna Veronica. Alice rivela di avere ora il suo famiglio, Will-O' Wisp, che si è affezionato a lei nonostante fosse una strega. Chise frequenta la sua prima lezione con il Professor Narcisse per iniziare a imparare le basi della stregoneria. Chise scopre che, in quanto maga, non ci si aspetta che esegua effettivamente la stregoneria, ma solo che superi gli esami scritti. Veronica esprime interesse per la magia di Chise. Elias, travestito da giovane donna, insegna alla classe come iniziare a usare la magia negoziando con creature magiche. Alice ha un buon rapporto con Will-O' Wisp, ma perde facilmente il controllo a causa del suo temperamento, mentre Chise riesce facilmente a convincere una salamandra ad aiutarla. Una studentessa di nome May insulta la salamandra quando questa si rifiuta di lavorare con lui ed Elias è costretto a impedirle di ucciderlo, rivelando il suo vero aspetto. Poiché solo pochi studenti mostrano attitudine per la magia, Elias saggiamente consiglia agli altri di lasciare la sua classe, ma viene comunque rimproverato da Renfred per aver messo a rischio gli studenti. Il compagno di classe Rian chiede a una Chise sorpresa di insegnare la magia a lui al posto di Elias. Altrove, due stregoni entrano in una stanza misteriosa. |                  |                  |
| 27 (3)                     | Birds of a feather flock together. II | 20 aprile 2023   | 8 giugno 2023    |
| 27 (3)                     | La loro conversazione viene in parte ascoltata da Tory Innis, un'istruttrice e maestra di Rian. Rian è deluso quando Ruth e Will-O' Wisp confermano che non ha alcuna attitudine magica. Elias e Chise cenano in mensa. Narcisse fa rapporto al vicepreside Gregory, preoccupato che Chise e diversi altri studenti possano sconvolgere l'equilibrio di potere all'interno del college. Gli studenti di Elias insistono per mangiare con loro: Beatrice, Sofia, Isaac, Kevin, Martin, i gemelli Jasmine e Violet, Lazarus, Roy e Zoe. Veronica, April, May e Philomena siedono separatamente. Lucy è seduta da sola, non vedendo alcun motivo di fare amicizia. Chise percepisce paura in Zoe. Adolf contatta Lindel per scoprire se Elias sia pericoloso; Lindel decide di raccontargli come Elias si sia guadagnato il titolo di Pilum Muralis (Muro di Lancia). Chise si rilassa sdraiata sul prato. Elias, che di solito non riesce a sdraiarsi sulla schiena con le corna, riesce a sdraiarsi appoggiandosi sulle ginocchia di Chise. Mentre raccoglie le zucche per Halloween/Samhain, Joseph si sveglia brevemente ed è deluso perché Chise non gli ricambia lo sguardo, così le ricorda la loro promessa e poi si riaddormenta. Stella va a trovarlo, mettendo Elias a disagio, dato che una volta aveva cercato di ucciderla. Chise e Ruth svaniscono improvvisamente in una strana nebbia. |                  |                  |
| 28 (4)                     | The cowl does not make the monk. | 27 aprile 2023   | 15 giugno 2023   |
| 28 (4)                     | Chise incontra Rahab, la maestra di Lindel, che l'ha evocata. Angelica fa visita a Elias. Rahab rivela che Elias ha vissuto con lei per decenni imparando a conoscere gli umani, ma non è mai riuscito a comprendere le emozioni, quindi poteva solo imitare il comportamento umano. Rahab una volta ha cercato di spiegargli il matrimonio, ma non è andata bene. Elias spiega ad Angelica la sua crescente preoccupazione per l'abitudine di Chise di affrontare il pericolo, arrivando persino a darle la sua preziosa cravatta d'argento sperando che cercando di non romperla lei iniziasse a evitare il pericolo. Chise assicura a Rahab che Elias ha sicuramente delle emozioni, anche se lui stesso non lo sa. Rahab è felice che Elias abbia incontrato Chise, ma chiede a Chise di non parlarne a Elias. Altrove, Philomena butta via il tè che Chise le ha dato, tranne una piccola bustina. Elias mostra a Chise una scorciatoia per il college attraverso le vie secondarie (canali segreti che collegano le varie parti del mondo), ma la avverte che è estremamente pericoloso poiché è possibile perdersi per sempre nel tempo e nello spazio. Il postino Centauro li guida, mostrando loro come corrompere i cani da caccia (i guardiani delle vie) per ottenere un passaggio. Chise finisce per chiedere a Elias cosa pensi che sia una sposa. Philomena sente per caso Zoe confessare la sua paura di Chise alla Dottoressa Alexandra. Lucy ha un incubo sul suo passato. |                  |                  |
| 29 (5)                     | First impressions are the most lasting. | 4 maggio 2023    | 22 giugno 2023   |
| 29 (5)                     | Chise fa fatica a parlare con Lucy. Jasmine accenna alla tragedia di Webster, ma non rivela altro. Isaac racconta a Chise dei Sette Scudi, le sette famiglie che hanno fondato il College. Rian fa parte della famiglia Scrimgeour, una dei sette scudi. Chise cerca di parlare con Zoe, ma quando la ignora, Lucy gli ruba le cuffie, i suoi capelli si trasformano in serpenti, rivelando di essere in realtà una gorgone. Zoe è scioccata quando Chise, senza timore, spinge via i suoi serpenti, permettendo a Lucy di restituirgli le cuffie. Zoe spiega che sua madre era una gorgone e suo padre uno stregone. Suo padre lo aveva mandato al College per fare esperienza con gli umani, ma dopo aver incontrato Chise, i suoi sensi gli avevano detto che era un mostro. Chise rivela il suo braccio di drago (draghi e gorgoni sono nemici naturali). Lucy definisce i suoi serpenti bellissimi, mettendolo in imbarazzo. Ruth sorprende Philomena a spiare, rivelando che è una cugina degli Scrimgeour specializzata nella raccolta di informazioni. Su suggerimento di Rian, tutti stipulano un contratto magico per mantenere il segreto di Zoe, dato che le Gorgoni vengono spesso cacciate per le loro parti del corpo. Lucy si rifiuta di fidarsi di Philomena perché sono state delle spie a far uccidere la sua famiglia. Rian rimprovera Jasmine per aver raccontato a Chise dell'incidente di Webster. Come membro dei St. Georges, Jasmine è preoccupata che Rian abbia abbandonato la sua famiglia Scrimgeour. Violet ricorda a Jasmine che, se volessero, potrebbero abbandonare la stregoneria e i St. Georges, soprattutto perché Elias ha detto loro che hanno del potenziale come maghi. |                  |                  |
| 30 (6)                     | Better bend than break. | 11 maggio 2023   | 29 giugno 2023   |
| 30 (6)                     | Chise chiede a Elias perché le abbia chiesto di sposarlo, quando lui non riesce a comprenderne il significato. Elias chiede consiglio a Renfred, supponendo che Renfred intenda sposare Alice per continuare la sua discendenza di stregoni. Renfred è furioso per questa supposizione, dato che sta crescendo Alice come una figlia. Alice sente la sua richiesta e si arrabbia, così rimane a casa di Elias con Chise. Alice è turbata perché Renfred la considera ancora una bambina da proteggere, mentre per tutto questo tempo Alice ha pensato che fosse stata lei a proteggerlo dopo che lui ha perso un braccio a causa di Cartaphilus. Chiede a Chise di Elias; Chise ammette che è confuso, dato che Elias è il suo padrone, tecnicamente suo marito, ma a volte si comporta come suo padre. Alice va a dormire, incerta su cosa voglia veramente da Renfred. Elias ammette a Chise che quando le ha chiesto di sposarlo, pensava che avere la stessa persona come apprendista e coniuge sarebbe stato più comodo che due persone separate. Chise accetta questo, ma spiega anche che nessuna delle due relazioni è permanente; Gli apprendisti si diplomano e i coniugi possono divorziare, ma lei è più felice con Elias che senza. Alice affronta Renfred, ma lui insiste nel proteggerla finché non potrà fidarsi di lei e smetterla di comportarsi come una bambina. Nel frattempo, due stregoni entrano nella stanza misteriosa per nascondere un oggetto dall'aura oscura. |                  |                  |
| 31 (7)                     | Slow and sure. I | 18 maggio 2023   | 6 luglio 2023    |
| 31 (7)                     | Rian ricorda la sua infanzia trascorsa a giocare felicemente con Philomena. Durante l'educazione fisica, Elias osserva Chise felice con le sue amiche e prova un momentaneo senso di gelosia. Adolf ricorda con tristezza la sua casa natale a Dresda, in Germania, che non ha più visitato da quando fu distrutta durante la Seconda Guerra Mondiale, ricordando a Elias che solo perché Chise è felice dove si trova non significa che non tornerà mai più a casa. Veronica incoraggia Philomena a fare amicizia con Chise, ma lei è sospettosa delle sue motivazioni. Philomena viene improvvisamente convocata dalla sua famiglia, la maggior parte della quale la disprezza per gli sforzi della madre di diventare erede prima degli altri parenti. Chiede ad Alcyone, un famiglio di famiglia, come Chise abbia potuto beccarla a spiare mentre era nascosta. Alcyone rivela che alcuni maghi possono fiutare le emozioni, persino l'anima umana stessa, e promette di trovare una contromisura. La nonna di Philomena, una donna crudele e violenta, ha un lavoro per lei. Un'insegnante consiglia ad Alice di rilassarsi con il suo allenamento, perché si sta spingendo troppo oltre. Adolf nota che Renfred è preoccupato per Alice. Gli studenti vengono portati in campeggio selvaggio in Scozia per imparare il bushcraft. Mentre sono lì, Chise viene osservata da una creatura dagli occhi viola. |                  |                  |
| 32 (8)                     | Slow and sure. II | 25 maggio 2023   | 13 luglio 2023   |
| 32 (8)                     | Chise si era rifiutata di far venire Elias poiché il viaggio riguardava l'apprendimento dell'autosufficienza. Alla fine Elias si è diviso in due per poter stare con Chise ma senza alcun potere. Chise avvista un Each-uisge, un pericoloso parente dei Kelpie. Parla brevemente con Philomena ed è felice che porti ancora con sé il tè calmante che le aveva dato. Lucy rivela di odiare gli stregoni nonostante frequenti il college. Chise, mezzo Elias e Ruth avvertono un disturbo magico e trovano Lucy prosciugata di magia. La creatura dagli occhi viola si rivela essere un Nuckelavee, un pericoloso mostro marino simile a un centauro. Mezzo Elias è confuso poiché i Nuckelavee non prosciugano la magia. Chise e i suoi amici fuggono attraverso un fiume poiché non può toccare acqua dolce. Mezzo Elias non può combattere ma evoca l'Each-uisge per chiedere aiuto. Il Nuckelavee è costretto a morire in un lago ma cerca di annegare Chise perché possiede "il potere di vedere oltre le ombre". Il braccio di drago di Chise si trasforma improvvisamente in un artiglio di drago che uccide il Nuckelavee. L'Each-uisge cerca di mangiare segretamente Chise come pagamento, ma viene costretto ad andarsene da Rian con un'ascia di ferro. Ignara di ciò, Chise offre i suoi capelli come pagamento, che il drago accetta a malincuore. Tornata all'accampamento, Chise si rende conto che senza Elias non aveva quasi idea di cosa fare. |                  |                  |
| 33 (9)                     | Conscience does make cowards of us all. I | 1º giugno 2023   | 20 luglio 2023   |
| 33 (9)                     | Lucy rimane in coma. Chise sostituisce la magia di Lucy con la sua. Preoccupata per il suo braccio, Chise visita Cartaphilus, il quale assicura che uccidere per proteggersi è naturale, ma è felice che Chise abbia intrapreso un percorso oscuro. Il fratello di Lucy, Seth, le fa visita. Lucy si sveglia e Chise vede i suoi sogni di un massacro e di ragni. Philomena chiede a Chise di essere amica. I bibliotecari del college scoprono che il Testamento di Carnamagos, un grimorio così pericoloso che leggerlo può uccidere il lettore, è stato sostituito con un falso. Elias, dopo aver letto il libro una volta, rivela che riguarda come rubare la forza vitale e il potere magico, creare o uccidere gli immortali e negromanzia. Poiché il falso conteneva seta di ragno, gli insegnanti sospettano che i Webster siano coinvolti. Gli insegnanti rivelano che i Webster allevavano ragni speciali per usare la loro seta per preservare i grimori. Tuttavia, otto anni fa, tutti i membri della famiglia Webster, tranne Lucy e Seth, furono massacrati e i loro ragni sparirono inspiegabilmente. Seth è da tempo un sospettato, avendo lasciato la famiglia perché non possedeva alcuna magia. L'insegnante Simeon Paladihle, esperto di Magia del Suono, viene aggredito da qualcuno che brandisce il grimorio rubato. Lucy si chiede perché Seth sia andato a trovarlo, visto che si odiano. Fuori dal college, l'autista di Seth viene assassinato da non-umani che progettano di invadere il college. |                  |                  |
| 34 (10)                    | Conscience does make cowards of us all. II | 8 giugno 2023    | 27 luglio 2023   |
| 34 (10)                    | L'autista sopravvive e viene recuperato dalla fattucchiera Marielle. Lucy è sconvolta perché Seth le ha dato un milione di sterline, ma non ne spiega l'origine (Seth è il banditore che ha venduto Chise a Elias). La dottoressa Alexandra salva Simeon con una trasfusione magica di Elias. Seth, Lucy e Chise vengono attaccati dai non-umani, che rivelano il loro obiettivo: assassinare i Webster rimasti. Lucy ricorda che sono stati i non-umani a causare il massacro dei Webster, ma scopre di non poter usare la sua stregoneria. Chise porta Lucy e Seth nella scorciatoia di Elias, che permette ai non-umani di seguirli. I cani da caccia attaccano i non-umani, che si rivelano essere licantropi sposati, fermandosi solo quando Chise promette una tangente più consistente. La lupa fugge con la testa del marito morto. Seth rivela che, nonostante abbia cresciuto Lucy, ha iniziato a odiarlo in seguito alle voci sul suo coinvolgimento nella tragedia dei Webster. Seth non capisce perché i licantropi abbiano deliberatamente risparmiato Lucy quella notte. Marielle scopre che il grimorio scomparso continua a prosciugare la magia di Simeon. Lucy è sconvolta che Chise abbia risparmiato la lupa, ma è anche contenta che ci sia ancora una possibilità di trovare la mente dietro l'omicidio della sua famiglia. Lucy sviene mentre il grimorio continua a prosciugare la sua magia. |                  |                  |
| 35 (11)                    | A small leak will sink a great ship. I | 15 giugno 2023   | 3 agosto 2023    |
| 35 (11)                    | Philomena è rattristata perché il profumo del tè di Chise sta iniziando a svanire. Elias decide di risolvere il mistero del grimorio prima che Chise faccia qualcosa di pericoloso. Chise è stupita che Elias consideri Simeon un amico. Philomena riesce a chiedere a Chise di rinfrescarle il tè. Nella Lezione di Rune, Chise è attratta dalla runa protettiva Thurisaz, che rappresenta i rovi ed è pericolosa per gli umani. Zoe fa visita a Lucy e rimane scioccato quando lei gli chiede di accarezzare i suoi serpenti, nonostante l'atto sia incredibilmente intimo per le Gorgoni, cosa che Seth, che origlia, trova divertente. Silver è dispiaciuta che Chise rimanga al college finché Lucy non si sarà ripresa. Chise torna alla scorciatoia di Elias per pagare la tangente dovuta ai cani da caccia. Il postino centauro la mette in guardia da ulteriori sciocchezze, poiché i cani da caccia potrebbero chiedere carne umana la prossima volta, e un solo corpo potrebbe non essere sufficiente. Mentre il college festeggia Halloween, Lucy cerca di andare al suo lavoro nella Torre dei Rifiuti, dove il college conserva i risultati degli esperimenti falliti e può essere un'utile fonte di materiali preziosi. Chise, Zoe, Rian e Isaac si offrono volontari per andare al suo posto, così che possa riposare. Lì incontrano Philomena e Fabio, un impiegato della Torre; Philomena informa segretamente Chise che Fabio è pericoloso. La Presidente Liza riceve una lettera dalla nonna di Philomena che la ritira dal college per studiare altrove. |                  |                  |
| 36 (12)                    | A small leak will sink a great ship. II | 22 giugno 2023   | 10 agosto 2023   |
| 36 (12)                    | Fabio mostra loro una certa pianta. Per Zoe e Isaac, la pianta è invisibile, e Philomena esita a rivelare cosa la renda visibile a tutti gli altri. Rian pretende di sapere perché Philomena tema ancora sua nonna, ma lei si rifiuta di rispondere. Alice decide di chiedere ad Adolf del passato di Renfred. Zoe viene affrontata dagli Undergrounder, pericolosi stregoni che vivono permanentemente sotto la Torre, ma lui riesce a fuggire. Fabio, in realtà un Undergrounder travestito di nome Zaccheroni, cerca di rapire Chise per i suoi poteri di Sleigh Beggy, ma viene respinto dal suo frammento di Cartaphilus. Accetta la sconfitta, ma rivela bruscamente di sapere che Chise è un mostro perché solo gli assassini possono vedere la pianta invisibile. Seth trova Lucy in lacrime e finalmente si scusano a vicenda per le loro azioni passate. Lizbeth invia il suo famiglio gufo e Alcyone per finalizzare la ritirata di Philomena, suscitando l'indignazione di Chise e delle sue altre amiche. Liza rifiuta, a meno che non sia ciò che Philomena desidera. Lisbeth insulta Philomena, che rimane sorpresa quando è Isaac a intervenire e a tirarla in salvo. Liza, compiaciuta, avverte Lizbeth che il college è sigillato a causa dei recenti attacchi e fa bandire il famiglio dai guardiani del dormitorio, che si rivelano essere dei Cat-sìth. Alcyone finisce intrappolata all'interno del college ormai sigillato. Lizbeth decide di accelerare i suoi piani. |                  |                  |
| Seconda parte (12 episodi) | |                  |                  |
| 37 (1)                     | Nothing venture, nothing have. I | 5 ottobre 2023   | 26 ottobre 2023  |
| 37 (1)                     | Philomena è indecisa se obbedire a Lisbeth e andarsene, o rimanere con Veronica, che tecnicamente è la sua "padrona". Alcyone, rivelatasi essere una fata artificiale al servizio della famiglia Sergeant, è intrappolata nel college e si limita a servire l'unica Sergente presente, Philomena. Durante la visita a Simeon, Elias si chiede cosa siano gli "amici" e si rende conto di averne già diversi, almeno quattro. Molti studenti sono spaventati perché è possibile che il criminale sia ora rinchiuso all'interno del college con loro. Zaccheroni viene incaricato dei corsi di autodifesa, insegnando agli studenti a combattere con rune e armi, poiché l'aggressore può potenzialmente prosciugare la loro magia lasciandoli indifesi. Molti studenti uccidono con successo i golem di pratica. Philomena si sente attratta reciprocamente da Isaac. Chise in qualche modo eccelle nel combattimento fisico grazie a un istinto sconosciuto, abbastanza da duellare con Zaccheroni fino a un pareggio prima che il Professor Wachhman li fermi per motivi di sicurezza e rimproveri Zaccheroni per essersi spinto troppo oltre. La classe stressa Philomena a tal punto che sviene, ma si rifiuta di vedere la dottoressa Heath. Chise stupisce tutti portando Philomena sulle spalle. Nel frattempo, altri iniziano a cercare il grimorio scomparso. |                  |                  |
| 38 (2)                     | Nothing venture, nothing have. II | 12 ottobre 2023  | 2 novembre 2023  |
| 38 (2)                     | La lupa piange il marito mentre i suoi sogni rivelano che hanno attaccato il college solo perché Lizbeth ha rapito i loro figli. Con il college completamente sigillato, gli studenti vengono messi a lavorare a scavare orti per coltivare il cibo di cui hanno bisogno. Alcyone rivela che la violenza fa sempre star male Philomena. Philomena non riesce a capire perché Chise la aiuti quando non ha motivo di fidarsi di lei. Lucy crede che sia l'ego di Chise, ma Chise insiste di volere che Philomena si senta libera e non vincolata dalla sua famiglia. Philomena è triste di non potersi fidare di nessuno, nemmeno di chi le dimostra gentilezza. In risposta al suo stato emotivo, Alcyone recita automaticamente un avvertimento preregistrato di Lizbeth che le intima di obbedire agli ordini o rischia di non rivedere mai più i suoi genitori. Liza sospetta che il grimorio abbia lasciato il college e spera che Marielle lo trovi presto. Marielle e l'autista assumono un'altra fattucchiera per perlustrare la città con i suoi famigli vespe. Chise e gli altri riprendono le lezioni, ma Philomena ricomincia a evitarli. Chise si rende conto che Alcyone somiglia molto a Elias. Rian e Isaac sospettano reciprocamente di essere segretamente innamorati di Philomena. Marielle riceve un messaggio da Liza: le vespe hanno confermato che il grimorio è ancora all'interno del college. |                  |                  |
| 39 (3)                     | Needs must when the devil drives. I | 19 ottobre 2023  | 9 novembre 2023  |
| 39 (3)                     | Simeon si riprende. Tutti sono stressati per essere rimasti intrappolati nel college. Per distrarsi giocano con dei rompicapi di legno, gareggiando per aprirli più velocemente con la magia. Mentre discutono di musica con Simeon, Elias si rende conto di non sapere se a Chise piaccia la musica, o quali siano i suoi gusti e le sue antipatie. Rian sfida Philomena a battere la sua velocità con i rompicapi e lei accetta con riluttanza. Incontrando Elias, Alcyone crede che sia un essere evocato come lei; Elias è certo di no, ma le loro somiglianze sono notevoli. Philomena è tormentata dai ricordi degli abusi di Lizbeth, che la distraggono e fanno vincere Rian, sebbene non l'abbia mai picchiata prima e sia arrabbiato perché si sta lasciando indebolire. Izaac rimprovera Rian perché è ovvio che Philomena si stia proteggendo da qualcosa. Chise riconosce i sintomi di un profondo trauma psicologico e si rende conto di essere spinta ad aiutare Philomena perché era la stessa cosa prima di incontrare Elias. Lizbeth accetta di restituire i suoi figli alla lupa sconvolta. Elias e Chise riescono a trascorrere un po' di tempo insieme come al solito. Jasmine si ammala e viene ricoverata in ospedale. Elias ricorda a Violet che se vogliono diventare maghe hanno bisogno di un maestro, poiché maghi e stregoni seguono percorsi di apprendiemento differenti. Violet invita bruscamente Chise a giocare a un gioco. Decine di studenti si ammalano contemporaneamente e necessitano di cure. |                  |                  |
| 40 (4)                     | Needs must when the devil drives. II | 26 ottobre 2023  | 16 novembre 2023 |
| 40 (4)                     | Violet invita tutti a visitare i sette luoghi più infestati del college. Chise, in coppia con Veronica, chiede informazioni sulla situazione di Philomena. Veronica non può aiutarla, poiché è legata alla sua famiglia tanto quanto Philomena lo è alla sua, e consiglia a Chise di smetterla di interferire. Veronica ricorda con affetto di aver costretto Philomena a farle da assistente fin da piccola, arrivando persino ad assaggiare il suo cibo per verificare la presenza di veleni, dato che veniva spesso presa di mira dagli assassini. Violet collabora con Rian per tenerlo lontano da Philomena dopo il suo sfogo sui rompicapi. Ricorda a Rian che, a differenza sua, che ha avuto un'infanzia relativamente normale, Philomena è stata sostanzialmente cresciuta in cattività, quindi cercare di costringerla a prendere improvvisamente la libertà sta arrecando più danno che beneficio alla sua salute mentale. Isaac ricorda a Philomena che Rian non sta cercando di farla arrabbiare, è solo che dal suo punto di vista non riesce a capire perché scelga di rimanere intrappolata dalla sua famiglia. Dopo aver visitato i sette luoghi, tutti si riuniscono per guardare un film horror. Rian decide di scusarsi con Philomena proprio mentre gli insegnanti li beccano tutti dopo il coprifuoco. Violet conclude la serata rivelando che sua sorella Jasmine è in realtà impersonata da un vero fantasma, uno studente morto 30 anni prima, che spaventa tutti. Alexandra chiede a Chise di recarsi immediatamente in infermeria. |                  |                  |
| 41 (5)                     | Gather ye rosebuds while ye may. | 2 novembre 2023  | 23 novembre 2023 |
| 41 (5)                     | Alexandra prende in prestito la magia illimitata da Sleigh Beggy di Chise per aiutare gli studenti completamente privi di magia. Chise viene afferrata da uno studente, permettendo a una creatura nella sua mente di iniziare a prosciugare la sua magia. Il suo frammento di Cartaphilus la protegge, distruggendo il braccio dello studente. Basandosi sull'inefficacia dell'attacco, Elias ipotizza che il grimorio scomparso stia controllando l'aggressore riluttante o che l'aggressore sia un dilettante. Gli studenti malati guariscono tutti senza motivo. Elias crede che ricevere così tanta magia da Chise abbia improvvisamente spezzato il legame del grimorio con le sue vittime. Rian cerca di vedere Philomena per scusarsi, ma lei lo evita. Alcyone è curiosa della vicinanza di Elias con Chise, rispetto a Philomena che non ha più bisogno di lei da tempo. Elias paragona questo a un bambino che non ha più bisogno dei genitori mentre cresce, portando Alcyone a chiedersi se sia degna di essere la madre di Philomena. Dopo settimane senza attacchi, gli studenti diventano irrequieti, e questo scatena una discussione in cui Kevin accusa Lucy di essere l'aggressore, riferendosi alla tragedia di Webster, così lei lo stordisce. Philomena non si sente bene da settimane e si sente sempre più male man mano che la sua paura si aggrava, soprattutto nei confronti di Veronica, le cui motivazioni si fanno sempre più misteriose e sinistre. |                  |                  |
| 42 (6)                     | Coming events cast their shadows before. | 9 novembre 2023  | 30 novembre 2023 |
| 42 (6)                     | Cartaphilus e Argentuccia ricevono la visita del Cervo degli Inferi e della Dea Nera in cerca di Chise. Chise è preoccupata per il suo crescente potere di entrare nella mente delle persone. Lucy le chiede di vedere il suo ricordo della tragedia di Webster, in cui Chise scopre che la coppia di lupi mannari uccide tutti tranne Lucy, poiché la lupa si è rifiutata di uccidere una persona così giovane. Chise vede anche una seconda ragazza presente, sebbene questo confonda Lucy ulteriormente. Liza si rifiuta di aprire il collegio e tuttavia non fa alcuno sforzo concreto per dare la caccia all'aggressore. Chise dona a tutti un amuleto con la runa Thurisaz, sperando che li protegga. Ne invia uno anche a Philomena, che si rifiuta di vederla. Lizbeth è infuriata per il ritardo nei suoi piani riguardanti suo figlio Adam. Alexandra conferma che Chise è stata maledetta dalla creatura che ha attaccato la sua mente. Sebbene sembri dormiente, è troppo potente per essere rimossa. Philomena subisce un crollo mentale, ingoia la runa Thurisaz, recupera il grimorio dal suo nascondiglio all'interno di Alcyone e affronta Veronica mentre il suo corpo inizia a mutare, sotto gli occhi di Rian che viene stordito. Chise lo percepisce e corre in aiuto di Elias. Philomena prosciuga la magia da ogni studente che incontra e ordina a Liza di aprire i sigilli del college per poter visitare i suoi genitori all'Inferno. |                  |                  |
| 43 (7)                     | Coming events cast their shadows before. | 16 novembre 2023 | 7 dicembre 2023  |
| 43 (7)                     | Liza capisce che il grimorio deve contenere una divinità e, con riluttanza, apre il collegio. Gregory si trasforma in un orso per attaccare Philomena, ma la lupa appare attraverso la scorciatoia di Chise e fugge con Philomena. Chise insiste per trovare Philomena, ma Liza rifiuta poiché il grimorio le è costato l'umanità, quindi presto diventerà un mostro o morirà. Elias sottolinea che, in quanto maghi, lui e Chise seguono regole diverse; avendo fatto una promessa di amicizia a Philomena, Chise è vincolato da un contratto magico ad aiutarla, quindi lei ed Elias lasciano il collegio. A loro si uniscono anche i suoi amici e Zaccheroni. Chise ha una visione della divinità e recita un incantesimo sconosciuto, trasformandosi in un grande drago rosso che cerca Philomena nuotando attraverso le vene della terra. Philomena consegna il grimorio a Lizbeth, permettendole di iniziare un rituale proibito. Zoe, Isaac, Zaccheroni e Lucy si risvegliano in un ammasso di spine, che si rivelano essere dentro Elias, l'unico modo sicuro per loro, in quanto umani, di seguire Chise attraverso le vene della terra. Chise riemerge vicino alla casa di Lizbeth, ma viene affrontata da una donna sconosciuta che le chiede di pagare. Philomena peggiora e Alcyone, che ricorda che sono stati i suoi genitori a chiederle di prendersi cura di lei, non riesce a pensare a come aiutarla. |                  |                  |
| 44 (8)                     | Even a worm will turn. | 23 novembre 2023 | 14 dicembre 2023 |
| 44 (8)                     | Alcyone ricorda di aver aiutato a crescere Philomena fin dal giorno della sua nascita. La madre di Philomena, Iris, era stata data a suo padre Adam per esercitarsi nella tortura, ma invece si innamorarono e abbandonarono i Sargant per crescere Philomena. Lisbeth aspettò che Philomena fosse abbastanza grande da essere utile, poi mandò degli uomini a recuperare lei e Adam. Iris fu assassinata e Adam si suicidò per dispetto a Lisbeth. Alcyone tentò di fuggire con Philomena, ma fu catturata, così finirono con la famiglia Sargant. Ora, con Philomena mutata, Alcyone teme di aver fallito. La donna sconosciuta si rivela essere la Dea Nera, moglie del Cervo degli Inferi, che chiede a Chise di pagare ciò che le è dovuto: il Ramo d'Oro, un riferimento al vischio e a un sacrificio di sangue, sebbene i dettagli non siano chiari. Elias ritarda la sua richiesta, sostenendo che Chise è troppo giovane. La Dea Nera accetta la promessa di Elias di pagare in futuro e ordina a Chise di restituirle i suoi antichi poteri perduti di guerra e conflitto chiamando il suo vero nome, Morrigan. Scatenata, Morrigan massacra le guardie di Lizbeth così che Chise e le sue amiche possano raggiungere la casa. Lungo il cammino, la lupa attacca, così Zoe manda tutti avanti mentre lui combatte la lupa mannara con i suoi poteri di Gorgone. |                  |                  |
| 45 (9)                     | A burnt child dreads the fire. | 30 novembre 2023 | 21 dicembre 2023 |
| 45 (9)                     | Zoe rivela la sua personalità interiore da gorgone. Lui nota delle viti di ferro nel cranio della lupo che trasforma in pietra, spezzando l'incantesimo che la controlla. Se ne va, mentre Zoe non ha memoria di ciò che ha fatto. Philomena inizia a disintegrarsi. Alcyone ricorda che, per impedire a Chise di percepire la sua presenza, le ha rimosso l'anima, che ora le restituisce. Chise e tutti entrano in casa e Alcyone permette a tutti tranne Elias di vedere Philomena. Lucy vede un ragno di Webster conservato esposto sul muro e capisce che Philomena era lì durante la tragedia di Webster. La affronta, facendo perdere il controllo a Philomena al ricordo di Lizbeth che abusava di lei. Chise si fa strada nella mente di Philomena e viaggiano insieme oltre le ombre dei loro terribili ricordi. Chise aiuta a iniziare a guarire i danni alla mente e all'anima di Philomena, dopodiché incontrano la mente di Isaac, poi quella di Lucy. L'incontro con Lucy fa sì che tutti vedano il ricordo di Philomena. Lizbeth aveva mandato i licantropi a uccidere i Webster e aveva costretto Philomena a guardare per imparare come si fa un assassinio. Era stata anche Lizbeth a costringere Philomena ad attaccare gli studenti del college in modo che la loro magia prosciugata potesse essere usata per resuscitare Adam e Iris. Lucy capisce che Philomena non è mai stata da biasimare, era solo un'altra delle vittime di Lizbeth. Insieme, finalmente convincono Philomena a chiedere il loro aiuto. Mentre lo fa, una figura oscura appare e la porta via prima che Chise possa fermarla.                                                                                         |                  |                  |
| 46 (10)                    | Give a thief enough rope and he'll hang himself. | 7 dicembre 2023  | 28 dicembre 2023 |
| 46 (10)                    | Tutti vengono espulsi dal mondo dei sogni privi di sensi, tranne Philomena; ora tornata in un corpo più umano. Lizbeth si prepara a resuscitare Adam. Elias sopraffà Alcyone e rimuove con la forza un incantesimo che Lizbeth aveva posto sulla sua anima artificiale, ripristinando la programmazione con cui Adam l'aveva creata. Lizbeth ricorda la nascita di Adam. Non provava alcun amore per Adam al di fuori del suo ruolo di erede, e dopo il suo suicidio accolse Philomena ma la disprezzò perché era un'indegna sostituta di Adam. Chise, Lucy e Isaac si risvegliano. Philomena raggiunge Lizbeth che progetta di usare il grimorio e il sangue di Philomena per evocare una divinità. La figura oscura fa pressione su Philomena affinché accetti, ma lei resiste, così Lizbeth la trattiene, rivelando che il rituale avrebbe sempre richiesto la morte di Philomena e avrebbe resuscitato solo Adam, non Iris. Chise e gli altri arrivano e chiedono se Philomena voglia davvero morire. Nonostante la disperazione, Philomena capisce di voler vivere e chiede nuovamente il loro aiuto. Chise distrugge il cerchio di evocazione delle divinità con un martello da guerra fiammeggiante, cosa che dovrebbe essere impossibile contro la magia delle divinità, e salva la sollevata Philomena. |                  |                  |
| 47 (11)                    | Of two evils choose the less. | 14 dicembre 2023 | 4 gennaio 2024   |
| 47 (11)                    | Fuori, Zaccheroni incontra una piccola creatura mascherata. Infuriata, Lisbeth permette al grimorio di mutare anche lei. Il licantropo arriva per reclamare i suoi figli, e Lisbeth distrugge il nucleo di Alcyone. Questo innesca una trappola tesa su Alcyone da Adam, evocando una copia di Adam. Quando Alcyone muore, trasferisce tutti i suoi ricordi a Philomena. La copia di Adam rivela che, come ultimo atto di dispetto di Adam, lo ha lasciato indietro per difendere Philomena uccidendo chiunque avesse ucciso Alcyone. Lucy gli chiede di aspettare che Lisbeth confessi la tragedia dei Webster, ma la divinità parziale assorbe Lizbeth. Morrigan arriva e la rimprovera per essersi intromessa nel suo territorio. Elias spiega che la divinità è come Morrigan, solo che nessuno le ha dato un nome, quindi rimane solo una divinità parziale. Morrigan fa della copia di Adam la sua lancia e di Ruth il suo cane da guerra. Il licantropo fugge con Lucy e Isaac e rivela che Lizbeth in realtà ha lavorato con uno dei Webster. Chise capisce che Morrigan non può uccidere la divinità, poiché è stata evocata da un umano e deve essere bandita da un umano. Lavorando insieme, recuperano il grimorio dall'interno della divinità e Philomena prende in prestito la magia da Chise, Lucy e Isaac per attivarlo. |                  |                  |
| 48 (12)                    | The show must go on. I | 21 dicembre 2023 | 11 gennaio 2024  |
| 48 (12)                    | Philomena crolla quando Lizbeth entra nella sua mente cercando di impossessarsene. Non più la bambina spaventata di un tempo, Philomena usa la runa Thurisaz di Chise per costringere Lizbeth ad andarsene, completa l'incantesimo del grimorio ed evoca un'altra divinità più forte che trascina via la divinità parziale. Con la sua scomparsa, tutti gli studenti universitari colpiti guariscono. Morrigan se ne va, ma ricorda a Chise che le spetta un Ramo d'Oro. Philomena chiede a Lizbeth perché abbia ucciso i Webster, visto che Lucy merita la verità. Prima che Lizbeth possa rispondere, viene decapitata dalla creatura mascherata inseguita da Zaccheroni. Zaccheroni rivela che si tratta di un famiglio appartenente a un altro stregone, mentre fugge con il grimorio. Il licantropo lo aiuta a fuggire, riconoscendolo come uno dei suoi figli. Passato il pericolo, Elias porta tutti a casa sua per riprendersi. Mentre il college inizia le indagini, Philomena ha finalmente il tempo di rilassarsi ed esprime il suo interesse per la preparazione di un potpourri. Elias e Chise danno alla indebolita Morrigan un vischio dorato, che lei accetta e offre dei bucaneve come dono per la primavera. Elias li considera estremamente fortunati che Morrigan non abbia chiesto altro. Veronica si rivela essere la padrona del giovane licantropo. Chise fa visita a Cartaphilus, che è lieto che lei abbia imparato a dare più valore alla propria vita rispetto a quella degli altri, sebbene non sappia cosa fare. Mentre inizia il suo pot-pourri, Philomena sorride e ride persino con le sue amiche.                                                                                |                  |                  |

### OAD
A marzo 2021 è stata annunciata una serie OAD di tre episodi intitolata The Ancient Magus' Bride - The Boy from the West and the Knight of the Blue Storm (魔法使いの嫁 西の少年と青嵐の騎士?, Mahō Tsukai no Yome: Nishi no Shōnen to Seiran no Kishi) in uscita con i volumi 16, 17 e 18 del manga, prevista quindi da settembre 2021 a settembre 2022. La serie è ambientata qualche tempo prima dell'ingresso di Chise al college ed è prodotta dallo Studio Kafka sotto la regia di Kazuaki Terasawa e trasmessa in streaming da Crunchyroll da dicembre 2021. Il 24 agosto 2023 la stessa piattaforma ha reso disponibile il doppiaggio italiano.
| Nº | Titolo italiano Giapponese 「Kanji」 - Rōmaji | Distribuzione     | Distribuzione  |
| Nº | Titolo italiano Giapponese 「Kanji」 - Rōmaji | Giapponese        | Italiano       |
| 1  | The Boy from the West and the Knight of the Blue Storm - Prima parte 「魔法使いの嫁 西の少年と青嵐の騎士：前篇」 - Mahō Tsukai no Yome: Nishi no Shōnen to Seiran no Kishii: zenpen   | 10 settembre 2021 | 24 agosto 2023 |
| 2  | The Boy from the West and the Knight of the Blue Storm - Seconda parte 「魔法使いの嫁 西の少年と青嵐の騎士：中篇」 - Mahō Tsukai no Yome: Nishi no Shōnen to Seiran no Kishii: chūhen | 10 marzo 2022     | 24 agosto 2023 |
| 3  | The Boy from the West and the Knight of the Blue Storm - Terza parte 「魔法使いの嫁 西の少年と青嵐の騎士：後篇」 - Mahō Tsukai no Yome: Nishi no Shōnen to Seiran no Kishi: kōhen     | 10 settembre 2022 | 24 agosto 2023 |